# 軍隊の階級
軍隊の階級（ぐんたいのかいきゅう）は、軍隊における階層関係の制度のことをいう。
軍事組織は、世界的に階級が制度化されている。後述のように、社会主義国の軍隊に於いて、階級制度が廃止されることもあったが、後に復活している。
ヨーロッパ諸国の陸海軍においては、職名が階級化していったという歴史的経緯から、軍種によって階級名が大きく異なる。
旧日本陸軍および旧日本海軍では、階級を上がることを「進級」（しんきゅう）といい、階級が下がることを「降等」（こうとう）という。一方、現在の自衛隊（陸上自衛隊・海上自衛隊・航空自衛隊）では「昇任」（しょうにん）および「降任」（こうにん）といい、予備自衛官（他国の軍隊における予備役）等の階級が上がる場合は「昇進」（しょうしん）という。

## 呼称
日本語における軍隊の階級名については、1869年（明治2年）の職員令で海陸軍にそれぞれ大将・中将・少将を置き、1870年（明治3年）に太政官の沙汰により海陸軍に大佐から少尉まで及び陸軍に曹長・権曹長を置いて合わせて11等級を設けている  。これらは明治6年5月8日太政官布達第154号による陸海軍武官官等表改定で引き続き用いられ 、西欧近代軍の階級呼称を和訳する際にも当てはめられた。これらの一部には律令制の近衛府、衛門府、兵衛府、鎮守府などにおける四等官の官職名や漢籍に掲載されている古代中国の官職名にも見られる名称が用いられた  。
日本語では軍人の階級呼称は、海兵隊員（海兵隊軍人）を除いて「陸軍大将」「海軍大将」「空軍大将」のように軍種と階級を組み合わせて呼ぶのが一般的である。
海兵隊員の階級は「海兵大将」のように「隊」の字が削られることがある。ただし、第二次世界大戦後、特にアメリカ海兵隊の階級呼称については「海兵隊大将」のような表記も見られる。
西洋語表記に準じて、陸軍、空軍、海兵隊等の将官を将軍（general、ゼネラル/ジェネラル）、海軍等の将官を提督（admiral、アドミラル）と呼ぶことがしばしばある。

## 現代の分類
ほとんどの現代の軍隊では階級を大きく3種類に区別している。それらはジュネーヴ諸条約で、いくぶん曖昧な区分「士官」、「下士官」および「兵」として区別されている。
以下に個別の詳細を示す。

### 士官・将校
士官、ないし将校は、職権の保持によって、他の軍人から区別される。士官は指導者や指揮権保持者として訓練される。また、国際海洋法に於いては、軍艦は士官が指揮をするものと定められている。この2つの語はほぼ同義であるが、厳密には異なる場合もある。詳細はそれぞれの記事参照。
士官・将校はさらに「将官」、「佐官」、「尉官」の3段階に分けられる。

#### 将官
長期間にわたり単独で作戦を実施することが期待される典型的な部隊や編制（旅団以上の部隊や艦隊・戦隊等）を指揮する士官が将官である。将官の階級は、典型的には大将、中将、少将、准将が含まれる。ロシアやかつてのドイツでは上級大将が置かれた。
いくつかの軍では、元帥のように、別の肩書きを付与された上記の例より上位の階級が一つ以上ある場合がある。それらの階級はしばしば、ドイツやカナダのように廃止されたり、あるいはイギリスやアメリカ合衆国のように戦時や名誉昇任に制限されたりすることがある。
いくつかの肩書きは純粋には階級ではなく、将軍の職務や、名誉的な肩書きである。実例をあげると、フランス陸軍では、軍将軍/陸軍大将（Général d'armée）及び、軍団将軍/陸軍中将（Général de corps d'armée）は師団将軍/陸軍少将（Général de division）の職務である。またフランス元帥（Maréchal de France）は最高司令部の官職に由来するが、フランス元帥に授与された実務上の指揮権はしばしば失われた。

#### 佐官
佐官は、単独で短期間の作戦を実施できることが期待される典型的な部隊（大隊および連隊、大型軍艦、飛行戦隊）を指揮する上級士官である。佐官は一般的には参謀の職務もつとめる。
典型的な佐官の階級には大佐、中佐、少佐が含まれる。多くのイギリス連邦の国では、最上級の佐官（Brigadier）が旅団長 をつとめる。准将（Brigadier General）がその職務をつとめる国もある。一部の海軍では代将（Commodore）の階級も使用される。
日本の律令官制では、「佐（サ/すけ）」は、「大将」（「督」に相当）の下位、「中将・少将」と同等の武官であったため（詳細は近衛府を参照）、平均すると軍全体を指揮する「将」の下位であるということから、この字が充てられたのであろうと思われる。
しかしながら、「佐」とは文字通り「補佐」の意味である。漢字文化圏では、参謀や副官、副指揮官ならともかく、部隊指揮官の階級（とくに前近代のヨーロッパでは傭兵隊長と連隊長はほぼ同義であった）としては違和感がある。そのため中国語圏では、「佐」ではなくて「校」が用いられる。事実上は日本軍の下位組織であった満州国軍においても、中国式の訳語が踏襲された。古代中国の前漢では、将軍の下位の部隊長クラスの官位として「校尉」があり、ここから取られている。また、上記の「将校」の語も、将官と校官を総称した意味である。
指揮官クラスの人材を指す「将領」という漢語があるためか、韓国軍では、「あずかる」という意味を持つ「領」の字が充てられている。

#### 尉官
尉官の階級は3つか4つの最下級士官の階級である。配下の部隊は、単独で長時間の作戦を実施することを一般的には期待されていない。いくつかの部隊では尉官も参謀の役割をつとめる。
典型的な尉官の階級には大尉、中尉、少尉が含まれる。イギリス海軍のように二階級式を取っている場合もある。
日本の律令官制では、大尉・少尉は、佐より下位の官位であったために、この字が充てられた。古代中国の秦・前漢においては、太尉は軍事を担当する官位の最高位であった。その後の中国では太尉という官職は消滅し、中国人民解放軍と中華民国国軍でも尉官はこの字が充てられている。

### 准士官
准士官は准尉や上級曹長などとも呼ばれる。国や軍種で扱われ方が異なる混合した階級である。准士官は、精鋭の上級下士官として豊富な経験を軍のために提供する役職や、士官相当として小部隊の指揮や参謀の一員として勤務する場合が多い。米軍においては士官と下士官の間の独立階級で、専門職（ミサイルの射手など）となる。また、完全に称号である軍も存在する。

### 下士官・兵
下士官・兵は士官や准士官の下の階級であり、軍人の大多数を構成する。

#### 下士官
下士官は、士官の指揮の下で、他の軍の構成員を監督する代理権限を許可され重要な監督責任を負う。
上級下士官は尉官よりも軍歴が長いことが多く、上級下士官が公式にもつ責任と非公式に受ける敬意は尉官に勝るとも劣らない場合が多い。いくつかの国では、准士官の階級は専門職に対する階級とし最も功績ある下士官に対する階級を下士官に留めおく場合もある（最先任最上級曹長など）。
下士官の階級は典型的にはかなり多くの格付けの曹長、軍曹、伍長（陸軍、海兵隊と空軍）、兵曹（海軍と沿岸警備隊）である。

#### 兵
指揮権限がない兵は通常は○○兵のような肩書きをもつ。いくつかの国や軍種では、異なる兵科では肩書きも異なる。兵の階級には様々な格付けがあるかもしれないが、しかしそれらは通常は権限が増えるのではなく給与の変化を反映しているに過ぎない。これらが技術的に階級であるかどうかは、国や軍種による。

## 階級符号

### NATO階級符号
北米と西欧の多国間軍事同盟である北大西洋条約機構（NATO）では、STANAG 2116で「NATO軍人階級符号」（the NATO codes for grades of military personnel）を制定している。STANAG 2116の別表では加盟各国の軍隊の階級と NATO 階級符号との対応が定められている。
- 士官：OF-1からOF-10（昇順）。英語のOfficersに由来する。
- 見習士官：OF（D）。英語のOfficers Designateに由来する。
- 准士官：WO-1からWO-5（昇順）。英語のWarrant Officersに由来する。
- その他の階級：OR-1からOR-9（昇順）。英語のOther Ranksに由来する。

NATOではOR-5からOR-9に含まれる階級は下士官とみなされるが、加盟各国の軍隊の下士官の範囲とは必ずしも一致しない。なお、一般的な制度における准士官は上級の下士官として「その他の階級」に含まれるが、ギリシャ軍、イタリア軍、ポーランド軍、ルーマニア軍およびアメリカ軍の准士官は、少尉と下士官の間の「士官」にも「その他の階級」にも含まれない独立した階級である。そして、NATOは事実上アメリカ合衆国を盟主とする軍事同盟であるため、米軍のシステムに合わせて准士官の階級符号は別に設けられている。

### アメリカ軍給与等級
アメリカ軍では軍人の基本給と階級の対応付けに使用する連邦政府規準として給与等級 (pay grade) を定めている。この給与等級はアメリカ合衆国連邦政府における職階制給与制度に含まれる。
- 士官：O-1からO-11（昇順）。英語のOfficersに由来する。O-1とO-2はNATO階級符号のOF-1に、O-3以上はそれぞれNATO 階級符号 OF-2以上に相当する。
- 准士官：W-1からW-5（昇順）。英語のWarrant Officersに由来する。W-1からW-5はそれぞれNATO階級符号のWO-1からWO-5に相当する。
- 下士官兵：E-1からE-9（昇順）。英語のEnlisted personnelに由来する。E-1からE-9はそれぞれNATO階級符号の OR-1からOR-9 に相当する。

アメリカ軍の下士官はE-4以上に分類される。ただし、兵であってもE-4以上に分類されることがある。

## 社会主義国における階級制度の廃止
ソビエト労農赤軍（1918 - 1935年）、中国人民解放軍（1965 - 1988年）、およびアルバニア軍（1966 - 1991年）などの社会主義国の軍隊では、社会主義の理念から、自国の軍隊を帝国主義諸国の軍隊と区別するために、軍隊の階級制度を廃止した。ただし、いずれの場合も、よく誤解されるように軍隊の職制（司令官・師団長など）を廃止したわけではなく、指揮命令系統自体は存在した。
これらの諸国では後に階級制度は復活し、現在はほとんどの社会主義国の軍隊に階級制度が存在している。しかし、朝鮮人民軍のように「階級」ではなく「軍事称号」という名称を使っている例もある。厳密にいえば、赤軍の階級制度の「廃止」の場合も、「将軍」（露: генера́л）を「司令官」（露: команди́р）とするような言い換えにすぎなかった。

## 国際比較

### 元帥
軍全体の総司令官など。あるいは名誉階級。
|                                 |                              | 元帥                                                        | 元帥                                                      | 元帥                                                      | 元帥                                                      |
| ------------------------------- | ---------------------------- | ----------------------------------------------------------- | --------------------------------------------------------- | --------------------------------------------------------- | --------------------------------------------------------- |
| NATO 階級符号                   | NATO 階級符号                | OF-10                                                       | OF-10                                                     | OF-10                                                     | OF-10                                                     |
| 旧日本軍                        | 旧日本軍                     | 元帥大将                                                    | 元帥大将                                                  | 元帥大将                                                  | 元帥大将                                                  |
| 韓国軍                          | 韓国軍                       | 원수（元帥）                                                | 원수（元帥）                                              | 원수（元帥）                                              | 원수（元帥）                                              |
| 朝鮮人民軍                      | 陸軍                         | 조선민주의인민공화국대원수 （朝鮮民主主義人民共和国大元帥） | 조선민주의인민공화국원수 （朝鮮民主主義人民共和国元帥）   | 조선인민군원수 （朝鮮人民軍元帥）                         | 조선인민군차수 （朝鮮人民軍次帥）                         |
| 朝鮮人民軍                      | 海軍                         | 조선민주의인민공화국대원수 （朝鮮民主主義人民共和国大元帥） | 조선민주의인민공화국원수 （朝鮮民主主義人民共和国元帥）   |                                                           | 조선인민군차수 （朝鮮人民軍次帥）                         |
| 朝鮮人民軍                      | 空軍                         | 조선민주의인민공화국대원수 （朝鮮民主主義人民共和国大元帥） | 조선민주의인민공화국원수 （朝鮮民主主義人民共和国元帥）   |                                                           | 조선인민군차수 （朝鮮人民軍次帥）                         |
| 中華民国国軍                    | 中華民国国軍                 | 特級上將（特級上将）                                        | 特級上將（特級上将）                                      | 特級上將（特級上将）                                      | 特級上將（特級上将）                                      |
| 中国人民解放軍（1965年以前）    | 中国人民解放軍（1965年以前） | 中华人民共和国大元帅 （中華人民共和国大元帥）               | 中华人民共和国元帅 （中華人民共和国元帥）                 | 中华人民共和国元帅 （中華人民共和国元帥）                 | 中华人民共和国元帅 （中華人民共和国元帥）                 |
| 中国人民解放軍（1988年以後）    | 中国人民解放軍（1988年以後） | 一级上将（一級上将）                                        | 一级上将（一級上将）                                      | 一级上将（一級上将）                                      | 一级上将（一級上将）                                      |
| ロシア軍                        | ロシア軍                     | Маршал Российской Федерации（ロシア連邦元帥）               | Маршал Российской Федерации（ロシア連邦元帥）             | Маршал Российской Федерации（ロシア連邦元帥）             | Маршал Российской Федерации（ロシア連邦元帥）             |
| オーストリア＝ ハンガリー帝国軍 | 陸軍                         | Feldmarschall (Ta'bornagy)（陸軍元帥）                      | Feldmarschall (Ta'bornagy)（陸軍元帥）                    | Feldmarschall (Ta'bornagy)（陸軍元帥）                    | Feldmarschall (Ta'bornagy)（陸軍元帥）                    |
| オーストリア＝ ハンガリー帝国軍 | 海軍                         | Großadmiral (Veze'rtengernagy)（海軍元帥）                  | Großadmiral (Veze'rtengernagy)（海軍元帥）                | Großadmiral (Veze'rtengernagy)（海軍元帥）                | Großadmiral (Veze'rtengernagy)（海軍元帥）                |
| 帝政ドイツ軍                    | 陸軍                         | Generalfeldmarschall（陸軍元帥）                            | Generalfeldmarschall（陸軍元帥）                          | Generalfeldmarschall（陸軍元帥）                          | Generalfeldmarschall（陸軍元帥）                          |
| 帝政ドイツ軍                    | 海軍                         | Großadmiral（海軍元帥。直訳では「大提督」）                 | Großadmiral（海軍元帥。直訳では「大提督」）               | Großadmiral（海軍元帥。直訳では「大提督」）               | Großadmiral（海軍元帥。直訳では「大提督」）               |
| ドイツ国防軍                    | 陸軍                         | Reichsfeldmarschall（国家元帥）                             | Reichsfeldmarschall（国家元帥）                           | Generalfeldmarschall（陸軍元帥/空軍元帥）                 | Generalfeldmarschall（陸軍元帥/空軍元帥）                 |
| ドイツ国防軍                    | 空軍                         | Reichsfeldmarschall（国家元帥）                             | Reichsfeldmarschall（国家元帥）                           | Generalfeldmarschall（陸軍元帥/空軍元帥）                 | Generalfeldmarschall（陸軍元帥/空軍元帥）                 |
| ドイツ国防軍                    | 海軍                         | Reichsfeldmarschall（国家元帥）                             | Reichsfeldmarschall（国家元帥）                           | Großadmiral（海軍元帥（大提督））                         | Großadmiral（海軍元帥（大提督））                         |
| ナチス親衛隊                    | ナチス親衛隊                 | Reichsführer-SS（親衛隊全国指導者。階級名でなく、役職名）   | Reichsführer-SS（親衛隊全国指導者。階級名でなく、役職名） | Reichsführer-SS（親衛隊全国指導者。階級名でなく、役職名） | Reichsführer-SS（親衛隊全国指導者。階級名でなく、役職名） |
| フランス軍                      | 陸軍                         | Maréchal de France（フランス元帥）                          | Maréchal de France（フランス元帥）                        | Maréchal de France（フランス元帥）                        | Maréchal de France（フランス元帥）                        |
| フランス軍                      | 海軍                         | Amiral de France（フランス元帥 or フランス提督）            | Amiral de France（フランス元帥 or フランス提督）          | Amiral de France（フランス元帥 or フランス提督）          | Amiral de France（フランス元帥 or フランス提督）          |
| イギリス軍                      | 海軍                         | Admiral of the Fleet（海軍元帥）                            | Admiral of the Fleet（海軍元帥）                          | Admiral of the Fleet（海軍元帥）                          | Admiral of the Fleet（海軍元帥）                          |
| イギリス軍                      | 陸軍                         | Field Marshal（陸軍元帥）                                   | Field Marshal（陸軍元帥）                                 | Field Marshal（陸軍元帥）                                 | Field Marshal（陸軍元帥）                                 |
| イギリス軍                      | 空軍                         | Marshal of the Royal Air Force（空軍元帥）                  | Marshal of the Royal Air Force（空軍元帥）                | Marshal of the Royal Air Force（空軍元帥）                | Marshal of the Royal Air Force（空軍元帥）                |
| イタリア軍                      | イタリア陸軍                 | Generale                                                    | Generale                                                  | Generale                                                  | Generale                                                  |
| イタリア軍                      | イタリア海軍                 | Ammiraglio                                                  | Ammiraglio                                                | Ammiraglio                                                | Ammiraglio                                                |
| イタリア軍                      | イタリア空軍                 | Generale                                                    | Generale                                                  | Generale                                                  | Generale                                                  |
| アメリカ軍                      | 陸軍                         | General of the Armies of the United States（陸軍大元帥）    | General of the Army（陸軍元帥）                           | General of the Army（陸軍元帥）                           | General of the Army（陸軍元帥）                           |
| アメリカ軍                      | 海軍                         | Admiral of the Navy（海軍大元帥）                           | Fleet Admiral                                             | Fleet Admiral                                             | Fleet Admiral                                             |
| アメリカ軍                      | 空軍                         |                                                             | General of the Air Force（空軍元帥）                      | General of the Air Force（空軍元帥）                      | General of the Air Force（空軍元帥）                      |
| ブラジル軍                      | 陸軍                         | Marechal (陸軍元帥)                                         | Marechal (陸軍元帥)                                       | Marechal (陸軍元帥)                                       | Marechal (陸軍元帥)                                       |
| ブラジル軍                      | 空軍                         | Marechal-do-Ar (空軍元帥)                                   | Marechal-do-Ar (空軍元帥)                                 | Marechal-do-Ar (空軍元帥)                                 | Marechal-do-Ar (空軍元帥)                                 |
| ブラジル軍                      | 海軍                         | Almirante (海軍元帥)                                        | Almirante (海軍元帥)                                      | Almirante (海軍元帥)                                      | Almirante (海軍元帥)                                      |
| 満洲国軍                        | 満洲国軍                     | 將軍（将軍）                                                | 將軍（将軍）                                              | 將軍（将軍）                                              | 將軍（将軍）                                              |

上に記した表の注釈
1. ↑  旧日本軍の「元帥」は、階級ではなく、陸海軍大将のうち特に功績のあった者で、元帥府に列せられた大将に親授された称号。
2. ↑  韓国軍の원수（元帥）は、名誉昇任の階級。
3. 1 2  朝鮮人民軍の조선민주주의인민공화국대원수（朝鮮民主主義人民共和国大元帥）は金日成・金正日のみが、조선민주주의인민공화국원수（朝鮮民主主義人民共和国元帥）は金正恩のみが保持。
4. ↑  中華民国軍の特級上將は2000年に廃止された。
5. 1 2 3  中国人民解放軍の一级上将（一級上将）は1994年に廃止された。また、かつて中华人民共和国大元帅（中華人民共和国大元帥）と中华人民共和国元帅（中華人民共和国元帥）があったが、文化大革命前の1965年に廃止。
6. 1 2 3  帝政ドイツ軍には平時の名誉階級として元帥位を帯びた上級大将 (Generaloberst mit dem Rang eines Generalfeldmarschalls / Generaloberst mit dem Rang als Generalfeldmarschall) があった。また、ヒトラーは1940年にゲーリングに元帥位 (Generalfeldmarschall) より上位の国家元帥位 (Reichsfeldmarschall) を与えた。
7. 1 2  フランス軍の Maréchal de France 及び Amiral de France は、階級ではなく称号。
8. 1 2 3  イギリス軍の Admiral of the Fleet、Field Marshal 及び Marshal of the Royal Air Force は、戦時または名誉昇任の階級。
9. 1 2 3  イタリア軍の Generale、Ammiraglioは、国防参謀総長就任者の名誉昇任階級。
10. 1 2 3 4 5  アメリカ軍の General of the Army、Fleet Admiral 及び General of the Air Force は、戦時のみの階級。海兵隊には元帥位は存在しない。また General of the Armies of the United States 及び Admiral of the Navy は名誉階級。
11. ↑  満洲国軍の「將軍」は、階級ではなく、陸海軍上將のうち特に功績のあった者で、將軍府に列せられた上將に勅授された称号。

### 将官
陸軍では旅団（または師団、軍団）以上の部隊、海軍では艦隊の司令官など。陸軍大将以下少将、海軍大将以下少将までの階級が将官に属す。米国など准将の階級も置かれている国もあり、その国の階級制度によって代将 (Commodore) と呼ばれる場合もある。
|                                     | 大将                                                       | 大将                                                       | 中将                                               | 少将                                       | 准将(代将)                                 |
| ----------------------------------- | ---------------------------------------------------------- | ---------------------------------------------------------- | -------------------------------------------------- | ------------------------------------------ | ------------------------------------------ |
| NATO 階級符号                       | OF-9                                                       | OF-9                                                       | OF-8                                               | OF-7                                       | OF-6                                       |
| 日本軍                              | 大将                                                       | 大将                                                       | 中将                                               | 少将                                       |                                            |
| 陸上自衛隊                          | 統合幕僚長、統合作戦司令官及び陸上幕僚長たる陸将 (General) | 統合幕僚長、統合作戦司令官及び陸上幕僚長たる陸将 (General) | 陸将 (Lieutenant General)                          | 陸将補 (Major General)                     |                                            |
| 海上自衛隊                          | 統合幕僚長、統合作戦司令官及び海上幕僚長たる海将 (Admiral) | 統合幕僚長、統合作戦司令官及び海上幕僚長たる海将 (Admiral) | 海将 (Vice Admiral)                                | 海将補 (Rear Admiral)                      |                                            |
| 航空自衛隊                          | 統合幕僚長、統合作戦司令官及び航空幕僚長たる空将 (General) | 統合幕僚長、統合作戦司令官及び航空幕僚長たる空将 (General) | 空将 (Lieutenant General)                          | 空将補 (Major General)                     |                                            |
| 中国人民解放軍                      | 上将                                                       | 上将                                                       | 中将                                               | 少将                                       | 大校                                       |
| 帝政ドイツ陸軍                      | Generaloberst（上級大将）                                  | Generaloberst（上級大将）                                  | General（大将）                                    | Generalleutnant（中将）                    | Generalmajor（少将）                       |
| 帝政ドイツ海軍                      | Admiral                                                    | Admiral                                                    | Vizeadmiral                                        | Konteradmiral                              |                                            |
| ドイツ国防軍陸軍                    | Generaloberst（上級大将）                                  | Generaloberst（上級大将）                                  | General（大将）                                    | Generalleutnant（中将）                    | Generalmajor（少将）                       |
| ドイツ国防軍空軍                    | Generaloberst（上級大将）                                  | Generaloberst（上級大将）                                  | General der Flieger（空軍大将）                    | Generalleutnant（中将）                    | Generalmajor（少将）                       |
| ドイツ国防軍海軍                    | Generaladmiral                                             | Generaladmiral                                             | Admiral                                            | Vizeadmiral                                | Konteradmiral                              |
| ナチス親衛隊 （ナチス党の党内組織） | SS-Oberstgruppenführer （高級集団指揮官/親衛隊上級大将）   | SS-Oberstgruppenführer （高級集団指揮官/親衛隊上級大将）   | SS-Obergruppenführer （上級集団指揮官/親衛隊大将） | SS-Gruppenführer （集団指揮官/親衛隊中将） | SS-Brigadeführer （旅団指揮官/親衛隊少将） |
| ドイツ連邦軍陸軍                    | General                                                    | General                                                    | Generalleutnant                                    | Generalmajor                               | Brigadegeneral                             |
| ドイツ連邦軍空軍                    | General                                                    | General                                                    | Generalleutnant                                    | Generalmajor                               | Brigadegeneral                             |
| ドイツ連邦軍海軍                    | Admiral                                                    | Admiral                                                    | Vizeadmiral                                        | Konteradmiral                              | Flottillenadmiral                          |
| オーストリア・ハンガリー帝国陸軍    | Generaloberst (Vezérezredes)                               | Generaloberst (Vezérezredes)                               | General (Altábornagy)                              | Feldmarschalleutnant (Vezérőrnagy)         | Generalmajor (Dandártábornok)              |
| オーストリア・ハンガリー帝国海軍    | Admiral (Tengernagy)                                       | Admiral (Tengernagy)                                       | Vizeadmiral (Altengernagy)                         | Konteradmiral (Ellentengernagy)            |                                            |
| オーストリア連邦陸軍                | General                                                    | General                                                    | Generalleutnant                                    | Generalmajor                               | Brigadier                                  |
| フランス陸軍                        | Général d'armée                                            | Général d'armée                                            | Général de corps                                   | Général de division                        | Général de brigade                         |
| フランス海軍                        | Amiral                                                     | Amiral                                                     | Vice-amiral d'escadre                              | Vice-amiral                                | Contre-amiral                              |
| フランス空軍                        | Général d'armée aérienne                                   | Général d'armée aérienne                                   | Général de corps aérien                            | Général de division aérienne               | Général de brigade aérienne                |
| スペイン陸軍                        | General de ejército                                        | General de ejército                                        | Teniente general                                   | General de división                        | General de brigada                         |
| スペイン海軍                        | Almirante general                                          | Almirante general                                          | Almirante                                          | Vicealmirante                              | Contralmirante                             |
| スペイン空軍                        | General del aire                                           | General del aire                                           | Teniente general                                   | General de división                        | General de brigada                         |
| イギリス海軍                        | Admiral                                                    | Admiral                                                    | Vice Admiral                                       | Rear Admiral                               | Commodore                                  |
| イギリス海兵隊                      | General                                                    | General                                                    | Lieutenant General                                 | Major General                              | Brigadier                                  |
| イギリス陸軍                        | General                                                    | General                                                    | Lieutenant General                                 | Major General                              | Brigadier                                  |
| イギリス空軍                        | Air Chief Marshal                                          | Air Chief Marshal                                          | Air Marshal                                        | Air Vice Marshal                           | Air Commodore                              |
| イタリア陸軍                        | Generale di corpo d'armata con incarichi speciali          | Generale di corpo d'armata con incarichi speciali          | Generale di corpo d'armata                         | Generale di divisione                      | Generale di brigata                        |
| イタリア空軍                        | Genarale di squadra aerea con incarichi speciali           | Genarale di squadra aerea con incarichi speciali           | Generale di squadra aerea                          | Generale di divisione aerea                | Generale di brigata aerea                  |
| イタリア海軍                        | Ammiraglio di squadra con incarichi speciali               | Ammiraglio di squadra con incarichi speciali               | Ammiraglio di squadra                              | Ammiraglio di divisione                    | Contrammiraglio                            |
| 朝鮮人民軍                          | 대장（大将）                                               | 대장（大将）                                               | 상장（上将）                                       | 중장（中将）                               | 소장（少将）                               |
| 韓国軍                              | 대장（大将）                                               | 대장（大将）                                               | 중장（中将）                                       | 소장（少将）                               | 준장（准将）                               |
| ロシア陸軍                          | Генерал армии (General armii)                              | Генерал армии (General armii)                              | Генерал-полковник (General-polkovnik)              | Генерал-лейтенант (General-lejtenant)      | Генерал-майор (General-major)              |
| ロシア海軍                          | Адмирал флoта (Admiral flota)                              | Адмирал флoта (Admiral flota)                              | Адмирал (Admiral)                                  | Вице-адмирал (Vice-admiral)                | Контр-адмирал (Kontr-admiral)              |
| 中華民国陸軍                        | 一級上將                                                   | 二級上將                                                   | 中將                                               | 少將                                       |                                            |
| 中華民国空軍                        | 一級上將                                                   | 二級上將                                                   | 中將                                               | 少將                                       |                                            |
| 中華民国海軍                        | 一級上將                                                   | 二級上將                                                   | 中將                                               | 少將                                       |                                            |
| 中華民国海軍陸戦隊                  |                                                            | 二級上將                                                   | 中將                                               | 少將                                       |                                            |
| アメリカ陸軍                        | General                                                    | General                                                    | Lieutenant General                                 | Major General                              | Brigadier General                          |
| アメリカ空軍                        | General                                                    | General                                                    | Lieutenant General                                 | Major General                              | Brigadier General                          |
| アメリカ海兵隊                      | General                                                    | General                                                    | Lieutenant General                                 | Major General                              | Brigadier General                          |
| アメリカ海軍                        | Admiral                                                    | Admiral                                                    | Vice Admiral                                       | Rear Admiral Upper Half                    | Rear Admiral Lower Half                    |
| ブラジル陸軍                        | General-de-Exército                                        | General-de-Exército                                        | General-de-Divisão                                 | General-de-Brigada                         |                                            |
| ブラジル空軍                        | Tenente-Brigadeido-do-Ar                                   | Tenente-Brigadeido-do-Ar                                   | Major-Brigadeiro                                   | Brigadeiro                                 |                                            |
| ブラジル海軍                        | Almirante-de-Esquadra                                      | Almirante-de-Esquadra                                      | Vice-Almirante                                     | Contra-Almirante                           |                                            |
| 満州国軍                            | 上將（上将）                                               | 上將（上将）                                               | 中將（中将）                                       | 少將（少将）                               |                                            |

上に記した表の注釈
1. 1 2 3 4 5 6 7 8 9 10 11 12 13 14 15 16 17 18 19 20  フランス革命方式採用国では、ブラジルをはじめとするラテンアメリカの幾つかの国々、日本および台湾に対し中将を師団将軍、少将を旅団将軍と呼称する。その場合、師団将軍はOF-8相当、旅団将軍はOF-7相当と見做される。なお、大将は概ね陸軍将軍の呼称を用いるが、日本の大将[23]および台湾の二級上将は軍団将軍、一級上将は陸軍将軍の表現を用いる。
2. 1 2 3   統合幕僚長および統合作戦司令官は、その出身自衛隊の幕僚長と同一の階級を使用する。
3. 1 2 3 4 5 6 7 8 9   自衛官の階級の英語表記は、日本政府が対外的に紹介する際に便宜的に用いているものの一例。
4. 1 2 3  実際の運用としては、自衛官の俸給表は一般的には階級別になっているが、将補の場合は政令で指定された官職（いわゆる指定職）を占める者と、指定職以外の官職を占める者で適用される俸給表の区分が異なることから、将補の中でも2段階あるとみなすこともできる。なお、陸将、海将及び空将であっても指定職以外の官職を占める者は俸給表の将補（二）欄が適用される[24][25]。
5. ↑   中国人民解放軍にはかつて大将の階級が上将の上にあったが、文化大革命前の1965年に廃止。
6. ↑   中国人民解放軍の大校は、将官ではなく佐官（中国語では校官）。
7. 1 2   帝政ドイツ陸軍 (Kaiserliches Heer, 1871年 - 1919年)、ワイマール共和国国防軍 (Reichswehr, 1919年 - 1935年) の陸軍 (Reichsheer)、ナチスドイツ国防軍 (Wehrmacht, 1935年 - 1945年) の陸軍 (Heer) の各兵科名称をつける。
  - 歩兵科：General der Infanterie
  - 砲兵科：General der Artillerie
  - 騎兵科：General der Kavallerie
  - 工兵科：General der Pioniere
  - 通信兵科：General der Fernmeldetruppe
  - 輜重兵科：General der Nachschubtruppe
  - 山岳兵科：General der Gebirgstruppe
  - 装甲兵科：General der Panzertruppe
8. 1 2   ドイツ連邦軍 (Bundeswehr) の陸軍と空軍の General 及び海軍の Admiral は、1962年導入。
9. ↑   ドイツ連邦海軍の Flottillenadmiral の英語表記は Rear Admiral (Lower half)。
10. ↑   オーストリア・ハンガリー帝国陸軍の Generaloberst (Veze'rezredes) は、1915年導入。
11. 1 2 3   オーストリア連邦陸軍の General、Korpskommandant、及び Divisionär は、1965年導入。2002年 Korpskommandant は Generalleutnant に、Divisionär は Generalmajor に改称。
12. 1 2 3   1975年6月30日のNATO標準化合意書では、フランス海軍は以下のような階級構成を採っていたが1992年に改定。
  - OF-8：Vice-amiral d'escadre、及び Vice-amiral
  - OF-7：Contre-amiral
  - OF-6：Capitaine de vaisseau chef de division（代将たる大佐）
13. 1 2 3   イギリス海軍の Commodore、イギリス海兵隊とイギリス陸軍の Brigadier、およびイギリス空軍の Air Commodore は、将官ではなく佐官。

### 佐官
陸軍では連隊から大隊程度の部隊の指揮官、海軍では艦長、副長、船務長その他の科長など、空軍では航空団、作戦群、飛行大隊程度の部隊の指揮官。
|                                     | 大佐                                          | 大佐                                          | 中佐                                                 | 少佐                                            |
| ----------------------------------- | --------------------------------------------- | --------------------------------------------- | ---------------------------------------------------- | ----------------------------------------------- |
| NATO 階級符号                       | OF-5                                          | OF-5                                          | OF-4                                                 | OF-3                                            |
| 日本軍                              | 大佐                                          | 大佐                                          | 中佐                                                 | 少佐                                            |
| 陸上自衛隊                          | 1等陸佐 (Colonel                              | 1等陸佐 (Colonel                              | 2等陸佐 (Lieutenant Colonel)                         | 3等陸佐 (Major)                                 |
| 海上自衛隊                          | 1等海佐 (Captain)                             | 1等海佐 (Captain)                             | 2等海佐 (Commander)                                  | 3等海佐 (Lieutenant Commander)                  |
| 航空自衛隊                          | 1等空佐 (Colonel)                             | 1等空佐 (Colonel)                             | 2等空佐 (Lieutenant Colonel)                         | 3等空佐 (Major)                                 |
| 中国人民解放軍                      | 上校                                          | 上校                                          | 中校                                                 | 少校                                            |
| 中華民国国軍                        | 上校                                          | 上校                                          | 中校                                                 | 少校                                            |
| 帝政ドイツ陸軍                      | Oberst                                        | Oberst                                        | Oberstleutnant                                       | Major                                           |
| 帝政ドイツ海軍                      | Kapitän zur See                               | Kapitän zur See                               | Fregattenkapitän                                     | Korvettenkapitän                                |
| ドイツ国防軍陸軍                    | Oberst                                        | Oberst                                        | Oberstleutnant                                       | Major                                           |
| ドイツ国防軍空軍                    | Oberst                                        | Oberst                                        | Oberstleutnant                                       | Major                                           |
| ドイツ国防軍海軍                    | Kommodore                                     | Kapitän zur See                               | Fregattenkapitän                                     | Korvettenkapitän                                |
| ナチス親衛隊 （ナチス党の党内組織） | SS-Oberführer （上級指揮官/親衛隊上級大佐）   | SS-Standartenführer （連隊指揮官/親衛隊大佐） | SS-Obersturmbannführer （上級大隊指揮官/親衛隊中佐） | SS-Sturmbannführer （大隊指揮官/親衛隊少佐）    |
| ドイツ連邦陸軍                      | Oberst                                        | Oberst                                        | Oberstleutnant                                       | Major                                           |
| ドイツ連邦空軍                      | Oberst                                        | Oberst                                        | Oberstleutnant                                       | Major                                           |
| ドイツ連邦海軍                      | Kapitän zur See                               | Kapitän zur See                               | Fregattenkapitän                                     | Korvettenkapitän                                |
| オーストリア・ハンガリー帝国陸軍    | Oberst (Ezredes)                              | Oberst (Ezredes)                              | Oberstleutnant (Alezredes)                           | Major (Őrnagy)                                  |
| オーストリア・ハンガリー帝国海軍    | Linienschiffskapitän (Sorhajókapitány)        | Linienschiffskapitän (Sorhajókapitány)        | Fregattenkapitän (Fregattkapitány)                   | Korvettenkapitän (Korvettkapitány)              |
| オーストリア連邦陸軍                | Oberst                                        | Oberst                                        | Oberstleutnant                                       | Major                                           |
| フランス陸軍                        | Colonel                                       | Colonel                                       | Lieutenant-colonel                                   | Commandant                                      |
| フランス空軍                        | Colonel                                       | Colonel                                       | Lieutenant-colonel                                   | Commandant                                      |
| フランス海軍                        | Capitaine de vaisseau                         | Capitaine de vaisseau                         | Capitaine de frégate                                 | Capitaine de corvette                           |
| イギリス海軍                        | Captain                                       | Captain                                       | Commander                                            | Lieutenant Commander                            |
| イギリス海兵隊                      | Colonel                                       | Colonel                                       | Lieutenant Colonel                                   | Major                                           |
| イギリス陸軍                        | Colonel                                       | Colonel                                       | Lieutenant Colonel                                   | Major                                           |
| イギリス空軍                        | Group Captain                                 | Group Captain                                 | Wing Commander                                       | Squadron Leader                                 |
| イタリア陸軍                        | Colonello                                     | Colonello                                     | Tenente colonello                                    | Maggiore                                        |
| イタリア空軍                        | Colonello                                     | Colonello                                     | Tenente colonello                                    | Maggiore                                        |
| イタリア海軍                        | Capitano di vascello                          | Capitano di vascello                          | Capitano di fregata                                  | Capitano di corvetta                            |
| 朝鮮人民軍                          | 대좌（大佐）                                  | 상좌（上佐）                                  | 중좌（中佐）                                         | 소좌（少佐）                                    |
| 韓国軍                              | 대령（大領）                                  | 대령（大領）                                  | 중령（中領）                                         | 소령（少領）                                    |
| ロシア陸軍                          | Полковник (Polkovnik)                         | Полковник (Polkovnik)                         | Подполковник (Podpolkovnik)                          | Майор (Major)                                   |
| ロシア海軍                          | Капитан первого ранга (Kapitan pervogo ranga) | Капитан первого ранга (Kapitan pervogo ranga) | Капитан второго ранга (Kapitan vtorogo ranga)        | Капитан третьего ранга (Kapitan tretyego ranga) |
| 中華民国軍                          | 上校                                          | 上校                                          | 中校                                                 | 少校                                            |
| アメリカ陸軍                        | Colonel                                       | Colonel                                       | Lieutenant Colonel                                   | Major                                           |
| アメリカ空軍                        | Colonel                                       | Colonel                                       | Lieutenant Colonel                                   | Major                                           |
| アメリカ海兵隊                      | Colonel                                       | Colonel                                       | Lieutenant Colonel                                   | Major                                           |
| アメリカ海軍                        | Captain                                       | Captain                                       | Commander                                            | Lieutenant Commander                            |
| ブラジル陸軍                        | Coronel                                       | Coronel                                       | Tenente-Coronel                                      | Major                                           |
| ブラジル空軍                        | Coronel                                       | Coronel                                       | Tenente-Coronel                                      | Major                                           |
| ブラジル海軍                        | Capitão de Mar e Guerra                       | Capitão de Mar e Guerra                       | Capitão de Fragata                                   | Capitão de Corveta                              |
| 満州国軍                            | 上校（上校）                                  | 上校（上校）                                  | 中校（中校）                                         | 少校（少校）                                    |

上に記した表の注釈
1. ↑   大佐の読みは「タイサ」だが、海軍の電信では「ダイサ」と標記する場合がある。
2. 1 2 3   自衛官の階級の英語表記は、日本政府が対外的に紹介する際に便宜的に用いているものの一例。
3. 1 2 3 4 5 6 7 8 9  実際の運用としては、自衛官の俸給表は一般的には階級別になっているが、1佐の場合は官職及び一般職に属する国家公務員との均衡を考慮して、適用される俸給表が1佐の（一）（二）（三）と区分されることから、1佐の中でも3段階あるとみなすこともできる[24][25]。
4. ↑   中国人民解放軍には大校の階級が、上校の上にある。
5. ↑   ドイツ連邦軍海軍の Korvettenkapitän の英語表記は Commander (Junior grade)。
6. ↑   フランス陸軍の Commandant は、正式には下記の通り。とはいえ、この階級の士官に呼びかけるときは陸軍の全兵科で Mon Commandant である。
  - 歩兵科、工兵科、信号科：Chef de bataillon
  - 機甲科、騎兵科：Chef d'escadrons
  - 憲兵科、砲兵科、輜重科：Chef d'escadron

### 尉官
陸軍では中隊以下の部隊の指揮官など、海軍では船務士等、分隊長、分隊士など、空軍では飛行中隊以下の部隊の指揮官など。一般的に、戦闘機のパイロットには尉官から佐官が当てられる。
| NATO 階級符号                       | OF-2                                              | OF-2                                              | OF-1                                             | OF-1                                          | OF(D)                                  |  |  |
| 日本軍                              | 大尉                                              | 大尉                                              | 中尉                                             | 少尉                                          |                                        |  |  |
| 陸上自衛隊                          | 1等陸尉 (Captain)                                 | 1等陸尉 (Captain)                                 | 2等陸尉 (First Lieutenant)                       | 3等陸尉 (Second Lieutenant)                   |                                        |  |  |
| 海上自衛隊                          | 1等海尉 (Lieutenant)                              | 1等海尉 (Lieutenant)                              | 2等海尉 (Lieutenant Junior Grade)                | 3等海尉 (Ensign)                              |                                        |  |  |
| 航空自衛隊                          | 1等空尉 (Captain)                                 | 1等空尉 (Captain)                                 | 2等空尉 (First Lieutenant)                       | 3等空尉 (Second Lieutenant)                   |                                        |  |  |
| 中国人民解放軍                      | 上尉                                              | 上尉                                              | 中尉                                             | 少尉                                          |                                        |  |  |
| 帝政ドイツ陸軍                      | Hauptmann / Rittmeister                           | Hauptmann / Rittmeister                           | Oberleutnant                                     | Leutnant                                      | Feldwebelleutnant                      |  |  |
| 帝政ドイツ海軍                      | Kapitänleutnant                                   | Kapitänleutnant                                   | Oberleutnant zur See                             | Leutnant zur See                              |                                        |  |  |
| ドイツ国防軍陸軍                    | Hauptmann / Rittmeister                           | Hauptmann / Rittmeister                           | Oberleutnant                                     | Leutnant                                      |                                        |  |  |
| ドイツ国防軍空軍                    | Hauptmann                                         | Hauptmann                                         | Oberleutnant                                     | Leutnant                                      |                                        |  |  |
| ドイツ国防軍海軍                    | Kapitänleutnant                                   | Kapitänleutnant                                   | Oberleutnant zur See                             | Leutnant zur See                              |                                        |  |  |
| ナチス親衛隊 （ナチス党の党内組織） | SS-Hauptsturmführer （高級中隊指揮官/親衛隊大尉） | SS-Hauptsturmführer （高級中隊指揮官/親衛隊大尉） | SS-Obersturmführer （上級中隊指揮官/親衛隊中尉） | SS-Untersturmführer （中隊指揮官/親衛隊少尉） |                                        |  |  |
| ドイツ連邦陸軍                      | Stabshauptmann                                    | Hauptmann                                         | Oberleutnant                                     | Leutnant                                      |                                        |  |  |
| ドイツ連邦空軍                      | Stabshauptmann                                    | Hauptmann                                         | Oberleutnant                                     | Leutnant                                      |                                        |  |  |
| ドイツ連邦海軍                      | Stabskapitänleutnant                              | Kapitänleutnant                                   | Oberleutnant zur See                             | Leutnant zur See                              |                                        |  |  |
| オーストリア・ハンガリー帝国陸軍    | Hauptmann (Százados)                              | Hauptmann (Százados)                              | Oberleutnant (Főhadnagy)                         | Leutnant (Hadnagy)                            |                                        |  |  |
| オーストリア・ハンガリー帝国海軍    | Linienschiffsleutnant (Sorhajóhadnagy)            | Linienschiffsleutnant (Sorhajóhadnagy)            | Fregattenleutnant (Fregatthadnagy)               | Korvettenleutnant (Korvetthadnagy)            |                                        |  |  |
| オーストリア連邦陸軍                | Hauptmann                                         | Hauptmann                                         | Oberleutnant                                     | Leutnant                                      |                                        |  |  |
| フランス陸軍                        | Capitaine                                         | Capitaine                                         | Lieutenant                                       | Sous-lieutenant                               | Aspirant                               |  |  |
| フランス空軍                        | Capitaine                                         | Capitaine                                         | Lieutenant                                       | Sous-lieutenant                               | Aspirant                               |  |  |
| フランス海軍                        | Lieutenant de vaisseau                            | Lieutenant de vaisseau                            | Enseigne de vaisseau de première classe          | Enseigne de vaisseau de deuxième classe       | Aspirant                               |  |  |
| イギリス海軍                        | Lieutenant                                        | Lieutenant                                        | Sub-Lieutenant                                   | Sub-Lieutenant                                | Midshipman                             |  |  |
| イギリス海兵隊                      | Captain                                           | Captain                                           | Lieutenant                                       | Second Lieutenant                             |                                        |  |  |
| イギリス陸軍                        | Captain                                           | Captain                                           | Lieutenant                                       | Second Lieutenant                             | Officer Designate                      |  |  |
| イギリス空軍                        | Flight Lieutenant                                 | Flight Lieutenant                                 | Flying Officer                                   | Pilot Officer                                 | Officer Designate                      |  |  |
| イタリア陸軍                        | Capitano                                          | Capitano                                          | Tenente                                          | Sottotenente                                  |                                        |  |  |
| イタリア空軍                        | Capitano                                          | Capitano                                          | Tenente                                          | Sottotenente                                  |                                        |  |  |
| イタリア海軍                        | Tenente di vascello                               | Tenente di vascello                               | Sottotenente di vascello                         | Guardiamarina                                 |                                        |  |  |
| 朝鮮人民軍                          | 대위（大尉）                                      | 대위（大尉）                                      | 상위（上尉）                                     | 중위（中尉）                                  | 소위（少尉）                           |  |  |
| 韓国軍                              | 대위（大尉）                                      | 대위（大尉）                                      | 중위（中尉）                                     | 소위（少尉）                                  |                                        |  |  |
| ロシア陸軍                          | Капитан (Kapitan)                                 | Капитан (Kapitan)                                 | Старший лейтенант (Starshij lejtenant)           | Лейтенант (Lejtenant)                         | Младший лейтенант (Mladshij lejtenant) |  |  |
| ロシア海軍                          | Капитан-лейтенант (Kapitan-lejtenant)             | Капитан-лейтенант (Kapitan-lejtenant)             | Старший лейтенант (Starshij lejtenant)           | Лейтенант (Lejtenant)                         | Младший лейтенант (Mladshij lejtenant) |  |  |
| 中華民国軍                          | 上尉                                              | 上尉                                              | 中尉                                             | 少尉                                          |                                        |  |  |
| アメリカ陸軍                        | Captain                                           | Captain                                           | First Lieutenant                                 | Second Lieutenant                             |                                        |  |  |
| アメリカ空軍                        | Captain                                           | Captain                                           | First Lieutenant                                 | Second Lieutenant                             |                                        |  |  |
| アメリカ海兵隊                      | Captain                                           | Captain                                           | First Lieutenant                                 | Second Lieutenant                             |                                        |  |  |
| アメリカ海軍                        | Lieutenant                                        | Lieutenant                                        | Lieutenant Junior Grade                          | Ensign                                        |                                        |  |  |
| ブラジル陸軍                        | Capitão                                           | Capitão                                           | Primeiro Tenente                                 | Segundo Tenente                               | Aspirante                              |  |  |
| ブラジル空軍                        | Capitão                                           | Capitão                                           | Primeiro Tenente                                 | Segundo Tenente                               | Aspirante                              |  |  |
| ブラジル海軍                        | Capitão-Tenente                                   | Capitão-Tenente                                   | Primeiro Tenente                                 | Segundo Tenente                               | Guarda-Marinha                         |  |  |
| 満州国軍                            | 上尉                                              | 上尉                                              | 中尉                                             | 少尉                                          |                                        |  |  |

上に記した表の注釈
1. ↑  大尉の読みは「タイイ」だが、海軍の電信では「ダイイ」と標記する場合がある。
2. 1 2 3 4 5 6 7 8 9  自衛官の階級の英語表記は、日本政府が対外的に紹介する際に便宜的に用いているものの一例。
3. ↑  中国人民解放軍にはかつて大尉の階級が上尉の上にあったが、1965年に廃止。
4. 1 2 3  帝政ドイツ陸軍、ドイツ国防軍陸軍及びオーストリア・ハンガリー帝国陸軍の Hauptmann は騎兵や砲兵のような騎乗兵科では Rittmeister。
5. 1 2  ドイツ連邦軍の Stabshauptmann、及び Stabskapitänleutnant は1993年に新設された技術部の階級で、兵科将校の階級ではない。
6. 1 2 3 4 5  ロシア軍の少尉はかつてソ連軍時代は「中尉」、同じく中尉は「上級中尉」と日本語訳される事が多くあった。

### 士官候補生
士官候補生は士官となるための教育を受けている者。便宜上下士官などの階級を与えられる場合と、独立した階級を与えられる場合がある。
| 日本海軍                              | 少尉候補生1 |
| 自衛隊                                | 幹部候補生たる曹長2 |
| ドイツ陸軍                            | Oberfähnrich / Fähnrich / Fahnenjunker / Oberstabsgefreiter Offizieranwärter / Stabsgefreiter Offizieranwärter / Hauptgefreiter Offizieranwärter / Obergefreiter Offizieranwärter / Gefreiter Offizieranwärter / Schütze Offizieranwärter              |
| ドイツ空軍                            | Oberfähnrich / Fähnrich / Fahnenjunker / Oberstabsgefreiter Offizieranwärter / Stabsgefreiter Offizieranwärter / Hauptgefreiter Offizieranwärter / Obergefreiter Offizieranwärter / Gefreiter Offizieranwärter / Schütze Offizieranwärter              |
| ドイツ海軍                            | Oberfähnrich zur See / Fähnrich zur See / Seekadett / Oberstabsgefreiter Offizieranwärter / Stabsgefreiter Offizieranwärter / Hauptgefreiter Offizieranwärter / Obergefreiter Offizieranwärter / Gefreiter Offizieranwärter / Schütze Offizieranwärter |
| ナチス親衛隊 （ナチス政党の党内組織） | Junker（幹部候補生） |
| オーストリア・ハンガリー帝国陸軍      | Fähnrich (Zászlós) |
| オーストリア・ハンガリー帝国海軍      | Seefähnrich |
| オーストリア連邦陸軍                  | Fähnrich |
| フランス軍                            | Élève-officier |
| イギリス軍                            | Officer Cadet |
| アメリカ陸軍                          | Cadet |
| アメリカ海兵隊                        | Cadet |
| アメリカ海軍                          | Midshipman |
| アメリカ空軍                          | Aviation Cadet |

上に記した表の注釈
1. 日本海軍の少尉候補生は少尉の下、兵曹長の上に位置していた
2. 自衛隊の幹部候補生学校の幹部候補生の階級は曹長（下士官）である。陸上自衛隊幹部候補生学校の幹部候補生は陸曹長、海上自衛隊幹部候補生学校の幹部候補生は海曹長、航空自衛隊幹部候補生学校の場合は空曹長である。ただし、幹部勤務を命ぜられた者については幹部（士官）相当、そうでない者についてはその階級相当（つまり下士官相当）とするものと定められている。（陸上自衛隊服務細則第10条、他）
3. ドイツ連邦陸軍とドイツ連邦空軍の士官候補生の階級は、右に記した下士官兵の階級とそれぞれ同等の階級である。
  - Oberfähnrich：Hauptfeldwebel
  - Fähnrich：Feldwebel
  - Fahnenjunker：Unteroffizier
  - Oberstabsgefreiter Offizieranwärter：Oberstabsgefreiter
  - Stabsgefreiter Offizieranwärter：Stabsgefreiter
  - Hauptgefreiter Offizieranwärter：Hauptgefreiter
  - Obergefreiter Offizieranwärter：Obergefreiter
  - Gefreiter Offizieranwärter：Gefreiter
  - Schütze Offizieranwärter：Soldat
4. ドイツ連邦海軍の士官候補生の階級は、右に記した下士官兵の階級とそれぞれ同等の階級である。
  - Oberfähnrich zur See：Hauptbootsmann
  - Fähnrich zur See：Bootsmann
  - Seekadett：Maat
  - Oberstabsgefreiter Offizieranwärter：Oberstabsgefreiter
  - Stabsgefreiter Offizieranwärter：Stabsgefreiter
  - Hauptgefreiter Offizieranwärter：Hauptgefreiter
  - Obergefreiter Offizieranwärter：Obergefreiter
  - Gefreiter Offizieranwärter：Gefreiter
  - Schütze Offizieranwärter：Soldat

### 特務士官・准士官（士官相当官）
日本海軍の特務士官は士官相当の階級の准士官であった。特務士官と准士官を合わせて特准と称した。特務士官になるものは兵からのたたき上げで、兵、下士官、准士官を経て特務士官に昇任した。士官相当の階級とはいえ制服や階級章は将校とは別であり作戦指揮権はなかった。例は少ないが特務士官から士官へ転官して士官の海軍少佐に昇任することができた。
日本海軍の特務士官は次のように変遷。
- 1897年（明治30年）9月16日：准士官に兵曹長を設置し高等官（奏任官：少尉相当官）とする。
- 1915年（大正4年）12月2日：兵曹長の官階を准士官から新設した特務士官に変更。
- 1920年（大正9年）4月1日：特務士官で最も上の階級を大尉相当官に改め特務大尉と特務中尉を新設、兵曹長を特務少尉に改称し、同時に准士官の上等兵曹を兵曹長に改称。
- 1942年（昭和17年）11月1日：特務士官の階級を改め、特務大尉を大尉、特務中尉を中尉、特務少尉を少尉とする。

| 官階                   | 1897年 - 1915年 | 1915年 - 1920年 | 1920年 - 1942年 | 1942年 - 1945年 |
| ---------------------- | --------------- | --------------- | --------------- | --------------- |
| 特務士官（奏任官四等） |                 |                 | 特務大尉        | 大尉            |
| 特務士官（奏任官五等） |                 |                 | 特務中尉        | 中尉            |
| 特務士官（奏任官六等） |                 | 兵曹長          | 特務少尉        | 少尉            |
| 准士官（奏任官六等）   | 兵曹長          |                 |                 |                 |
| 准士官（判任官一等）   | 上等兵曹        | 上等兵曹        | 兵曹長          | 兵曹長          |

英国海軍においても1950年代までの兵曹長 (Warrant Officer) は、日本海軍の特務士官やアメリカ軍の准士官 (Warrant Officer) と同様の階級であった。なお、1970年代以降の英国海軍の兵曹長 (Warrant Officer) は英国陸軍のような上級の下士官である。
アメリカ軍の准士官 (Warrant Officer) は、士官よりも下、下士官よりも上で、そのどちらにも属さない別個の階級であり、独立したキャリア制度である。本来、厳密には高度な技術を備えた専門職のための階級である。特殊な例としては、軍の内部で発生した犯罪の捜査を行うCID（犯罪捜査部）の捜査官は、将校でも下士官でもないその特性が捜査に都合がよい事もあり准士官が充てられている。アメリカ空軍の准士官は1986年に廃止された。アメリカ海軍には Warrant Officer の階級はないが Chief Warrant Officer の階級はある。
Chief Warrant Officer には給与等級 E-7、E-8 または E-9 に該当する階級から昇任できる。アメリカ陸軍やアメリカ海兵隊では Warrant Officer には給与等級 E-7 未満に該当する階級からも昇任できる。
このように、アメリカ軍の昇任経路からみると下士官 (E-7, E-8, E-9) と准士官 (WO1, CW2, CW3) の階級が同等の階級として並立している。一方、待遇からみると、アメリカ軍の Chief Warrant Officer の給与と特権は階級によるが士官と同じである。准士官には将校の給与等級と同程度の給与が支払われる。しかしそれは准士官は軍での経歴が長いことが普通だからであり、時としてもっと高いこともある。WO の給与は O-1（少尉）よりも若干高い、CW2 の給与は O-3/O-4（大尉/少佐）とおおまかに同じ、CW3 の給与は O-4/O-5（少佐/中佐）とおおよそ同じである。
韓国軍の준위（准尉）は、各種専門技術行政担当の職に補される。専門技術職に携わる将校（士官）と副士官の間に位する准士官の階級であり、各部隊及び機甲部隊で兵器、弾薬、輸送、陸軍航空などの専門職を任務とする。韓国軍の階級を3段階で分類する時は通常は将校に含まれる。
| NATO 階級符号  | WO-5                          | WO-4                          | WO-3                          | WO-2                          | WO-1                    |
| -------------- | ----------------------------- | ----------------------------- | ----------------------------- | ----------------------------- | ----------------------- |
| 韓国軍         |                               |                               | 준위（准尉）                  |                               |                         |
| アメリカ陸軍   | Chief Warrant Officer 5 (CW5) | Chief Warrant Officer 4 (CW4) | Chief Warrant Officer 3 (CW3) | Chief Warrant Officer 2 (CW2) | Warrant Officer 1 (WO1) |
| アメリカ海兵隊 | Chief Warrant Officer 5 (CW5) | Chief Warrant Officer 4 (CW4) | Chief Warrant Officer 3 (CW3) | Chief Warrant Officer 2 (CW2) | Warrant Officer 1 (WO1) |
| アメリカ海軍   | Chief Warrant Officer 5 (CW5) | Chief Warrant Officer 4 (CW4) | Chief Warrant Officer 3 (CW3) | Chief Warrant Officer 2 (CW2) | Warrant Officer 1 (WO1) |

### 准士官・上級下士官
准士官は士官以外の階級では最上位であり、辞令をうけて士官に準ずる特権と待遇を与えられる。一般に先任の下士官が准士官へと昇任し、下士官から士官へ昇任する制度がない場合は、下士官兵からの経歴における最も上の階級である。なお、アメリカ軍の准士官は、ここで説明する准士官とは別の階級制度である。
アメリカ軍の最上級下士官に特有の職名に軍最先任上級曹長等がある。これらの職はアメリカ陸海空軍・海兵隊・沿岸警備隊の各軍種で最先任の下士官を代表し、各軍種においてそれぞれ一人だけが任命される。
|                                     |                                     | 准尉・兵曹長                                                    | 准尉・兵曹長                                                                        | 准尉・兵曹長                                                         | 准尉・兵曹長                                | 准尉・兵曹長                                                      | 准尉・兵曹長                                |
| ----------------------------------- | ----------------------------------- | --------------------------------------------------------------- | ----------------------------------------------------------------------------------- | -------------------------------------------------------------------- | ------------------------------------------- | ----------------------------------------------------------------- | ------------------------------------------- |
| NATO 階級符号                       | NATO 階級符号                       | OR-9                                                            | OR-9                                                                                | OR-9                                                                 | OR-9                                        | OR-8                                                              | OR-8                                        |
| 日本陸軍                            | 日本陸軍                            | 准尉                                                            | 准尉                                                                                | 准尉                                                                 | 准尉                                        |                                                                   |                                             |
| 日本海軍                            | 日本海軍                            | 兵曹長                                                          | 兵曹長                                                                              | 兵曹長                                                               | 兵曹長                                      |                                                                   |                                             |
| 陸上自衛隊                          | 陸上自衛隊                          | 准陸尉(Warrant Officer)                                         | 准陸尉(Warrant Officer)                                                             | 准陸尉(Warrant Officer)                                              | 准陸尉(Warrant Officer)                     | 陸曹長(Sergeant Major)                                            | 陸曹長(Sergeant Major)                      |
| 海上自衛隊                          | 海上自衛隊                          | 准海尉(Warrant Officer)                                         | 准海尉(Warrant Officer)                                                             | 准海尉(Warrant Officer)                                              | 准海尉(Warrant Officer)                     | 海曹長(Chief Petty Officer)                                       | 海曹長(Chief Petty Officer)                 |
| 航空自衛隊                          | 航空自衛隊                          | 准空尉(Warrant Officer)                                         | 准空尉(Warrant Officer)                                                             | 准空尉(Warrant Officer)                                              | 准空尉(Warrant Officer)                     | 空曹長(Senior Master Sergeant)                                    | 空曹長(Senior Master Sergeant)              |
| 中国人民解放軍                      | 中国人民解放軍                      | 一级军士长（一級軍士長）                                        | 一级军士长（一級軍士長）                                                            | 二级军士长（二級軍士長）                                             | 二级军士长（二級軍士長）                    | 三级军士长（三級軍士長）                                          | 三级军士长（三級軍士長）                    |
| 帝政ドイツ陸軍                      | 帝政ドイツ陸軍                      | Offiziersstellvertreter                                         | Offiziersstellvertreter                                                             | Offiziersstellvertreter                                              | Offiziersstellvertreter                     | Offiziersstellvertreter                                           | Etatmäßiger Feldwebel                       |
| ドイツ国防軍陸軍                    | ドイツ国防軍陸軍                    | Stabsfeldwebel                                                  | Stabsfeldwebel                                                                      | Stabsfeldwebel                                                       | Stabsfeldwebel                              | Stabsfeldwebel                                                    | Hauptfeldwebel                              |
| ドイツ国防軍空軍                    |                                     | Stabsfeldwebel                                                  | Stabsfeldwebel                                                                      | Stabsfeldwebel                                                       | Stabsfeldwebel                              | Stabsfeldwebel                                                    | Hauptfeldwebel                              |
| ドイツ国防軍海軍                    | ドイツ国防軍海軍                    | Stabsoberfeldwebel zur See                                      | Stabsoberfeldwebel zur See                                                          | Stabsoberfeldwebel zur See                                           | Stabsoberfeldwebel zur See                  | Stabsoberfeldwebel zur See                                        | Stabsfeldwebel zur See                      |
| ナチス親衛隊 （ナチス党の党内組織） | ナチス親衛隊 （ナチス党の党内組織） | Sturmscharführer（中隊付小隊指揮官）                            | Sturmscharführer（中隊付小隊指揮官）                                                | Sturmscharführer（中隊付小隊指揮官）                                 | Sturmscharführer（中隊付小隊指揮官）        | Sturmscharführer（中隊付小隊指揮官）                              | Hauptscharführer（高級小隊指揮官）          |
| ドイツ連邦軍陸軍                    | ドイツ連邦軍陸軍                    | Oberstabsfeldwebel                                              | Oberstabsfeldwebel                                                                  | Oberstabsfeldwebel                                                   | Oberstabsfeldwebel                          | Stabsfeldwebel                                                    | Hauptfeldwebel                              |
| ドイツ連邦軍空軍                    |                                     | Oberstabsfeldwebel                                              | Oberstabsfeldwebel                                                                  | Oberstabsfeldwebel                                                   | Oberstabsfeldwebel                          | Stabsfeldwebel                                                    | Hauptfeldwebel                              |
| ドイツ連邦軍海軍                    | ドイツ連邦軍海軍                    | Oberstabsbootsmann                                              | Oberstabsbootsmann                                                                  | Oberstabsbootsmann                                                   | Oberstabsbootsmann                          | Stabsbootsmann                                                    | Hauptbootsmann                              |
| フランス陸軍                        | フランス陸軍                        | Major                                                           | Major                                                                               | Adjudant-chef                                                        | Adjudant-chef                               | Adjudant                                                          | Adjudant                                    |
| フランス空軍                        |                                     | Major                                                           | Major                                                                               | Adjudant-chef                                                        | Adjudant-chef                               | Adjudant                                                          | Adjudant                                    |
| フランス海軍                        | フランス海軍                        | Major                                                           | Major                                                                               | Maître principal                                                     | Maître principal                            | Premier maître                                                    | Premier maître                              |
| 英国海軍                            | 英国海軍                            | Warrant Officer Class 1 (WO1)                                   | Warrant Officer Class 1 (WO1)                                                       | Warrant Officer Class 1 (WO1)                                        | Warrant Officer Class 1 (WO1)               | Warrant Officer Class 2 (WO2)                                     | Warrant Officer Class 2 (WO2)               |
| 英国海兵隊                          | 英国海兵隊                          | Warrant Officer Class 1 (WO1) (Regimental Sergeant Major (RSM)) | Warrant Officer Class 1 (WO1) (Regimental Sergeant Major (RSM))                     | Warrant Officer Class 1 (WO1) (Regimental Sergeant Major (RSM))      | Warrant Officer Class 1 (WO1)（その他の職） | Warrant Officer Class 2 (WO2) (Company Sergeant Major (CSM))      | Warrant Officer Class 2 (WO2)（その他の職） |
| 英国陸軍                            | 英国陸軍                            | Warrant Officer Class 1 (WO1)（最上級の職）                     | Warrant Officer Class 1 (WO1)（Regimental Sergeant Major (RSM)など）                | Warrant Officer Class 1 (WO1)（Regimental Sergeant Major (RSM)など） | Warrant Officer Class 1 (WO1)（その他の職） | Warrant Officer Class 2 (WO2)（Company Sergeant Major (CSM)など） | Warrant Officer Class 2 (WO2)（その他の職） |
| 英国空軍                            | 英国空軍                            | Warrant Officer (WO)                                            | Warrant Officer (WO)                                                                | Warrant Officer (WO)                                                 | Warrant Officer (WO)                        |                                                                   |                                             |
| イタリア陸軍                        | イタリア陸軍                        | Primo Maresciallo Luogotenente                                  | Primo Maresciallo                                                                   | Primo Maresciallo                                                    | Maresciallo Capo                            | Maresciallo Ordinario                                             | Maresciallo                                 |
| イタリア空軍                        |                                     | Primo Maresciallo Luogotenente                                  | Primo Maresciallo                                                                   | Primo Maresciallo                                                    | Maresciallo Capo                            | Maresciallo Ordinario                                             | Maresciallo                                 |
| イタリア海軍                        | イタリア海軍                        | Primo Maresciallo Luogotenente                                  | Primo Maresciallo                                                                   | Primo Maresciallo                                                    | Capo di Prima Classe                        | Capo di Seconda Classe                                            | Capo di Terza Classe                        |
| 朝鮮人民軍                          | 朝鮮人民軍                          | 특무상사（特務上士）                                            | 특무상사（特務上士）                                                                | 특무상사（特務上士）                                                 | 특무상사（特務上士）                        | 상사（上士）                                                      | 상사（上士）                                |
| 韓国軍                              | 韓国軍                              | 원사（元士）                                                    | 원사（元士）                                                                        | 원사（元士）                                                         | 원사（元士）                                | 상사（上士）                                                      | 상사（上士）                                |
| ロシア陸軍                          | ロシア陸軍                          | Старший прапорщик (Starshij praporshchik)                       | Старший прапорщик (Starshij praporshchik)                                           | Старший прапорщик (Starshij praporshchik)                            | Старший прапорщик (Starshij praporshchik)   | Прапорщик (Praporshchik)                                          | Прапорщик (Praporshchik)                    |
| ロシア海軍                          | ロシア海軍                          | Старший мичман (Starshij michman)                               | Старший мичман (Starshij michman)                                                   | Старший мичман (Starshij michman)                                    | Старший мичман (Starshij michman)           | Мичман (Michman)                                                  | Мичман (Michman)                            |
| 中華民国軍                          | 中華民国軍                          | 一等士官長                                                      | 一等士官長                                                                          | 二等士官長                                                           | 二等士官長                                  | 三等士官長                                                        | 三等士官長                                  |
| アメリカ陸軍                        | アメリカ陸軍                        | Sergeant Major of the Army (SMA)                                | Command Sergeant Major (CSM)                                                        | Command Sergeant Major (CSM)                                         | Sergeant Major (SGM)                        | First Sergeant (1SG)                                              | Master Sergeant (MSG)                       |
| アメリカ海兵隊                      | 管理職                              | Sergeant Major of the Marine Corps (SgtMajMC)                   | Sergeant Major (SgtMaj)                                                             | Sergeant Major (SgtMaj)                                              | Sergeant Major (SgtMaj)                     | First Sergeant (1st Sgt)                                          | First Sergeant (1st Sgt)                    |
| アメリカ海兵隊                      | 専門職                              |                                                                 | Master Gunnery Sergeant (MGySgt)                                                    | Master Gunnery Sergeant (MGySgt)                                     | Master Gunnery Sergeant (MGySgt)            | Master Sergeant (MSgt)                                            | Master Sergeant (MSgt)                      |
| アメリカ海軍                        | アメリカ海軍                        | Master Chief Petty Officer of the Navy (MCPON)                  | Fleet Master Chief Petty Officer (FLTCM) / Force Master Chief Petty Officer (FORCM) | Command Master Chief Petty Officer (CMDCM)                           | Master Chief Petty Officer (MCPO)           | Senior Chief Petty Officer (SCPO)                                 | Senior Chief Petty Officer (SCPO)           |
| アメリカ空軍                        | アメリカ空軍                        | Chief Master Sergeant of the Air Force (CMSAF)                  | Command Chief Master Sergeant (CCM)                                                 | Command Chief Master Sergeant (CCM)                                  | Chief Master Sergeant (CMSgt)               | Senior Master Sergeant (SMSgt)                                    | Senior Master Sergeant (SMSgt)              |
| ブラジル陸軍                        | ブラジル陸軍                        | Subtenente                                                      | Subtenente                                                                          | Subtenente                                                           | Subtenente                                  | Subtenente                                                        | Subtenente                                  |
| ブラジル空軍                        | ブラジル空軍                        | Suboficial                                                      | Suboficial                                                                          | Suboficial                                                           | Suboficial                                  | Suboficial                                                        | Suboficial                                  |
| ブラジル海軍                        |                                     | Suboficial                                                      | Suboficial                                                                          | Suboficial                                                           | Suboficial                                  | Suboficial                                                        | Suboficial                                  |

上に記した表の注釈
1. ↑  日本陸軍の准尉は、1932年に特務曹長から改称。
2. ↑  日本海軍の兵曹長は次のように変遷。（#特務士官・准士官（士官相当官）の表も参照。）
  - 1886年（明治19年）7月12日、兵曹上長及び兵曹長の呼称を上等兵曹に改定。
  - 1897年（明治30年）9月16日、准士官に兵曹長を設置し高等官（奏任官：少尉相当官）とする。
  - 1915年（大正4年）12月2日、兵曹長の官階を准士官から新設した特務士官に変更。
  - 1920年（大正9年）4月1日、特務士官で最も上の階級を大尉相当官に改め特務大尉と特務中尉を新設、兵曹長を特務少尉に改称し、同時に准士官の上等兵曹を兵曹長に改称。
3. 1 2 3  自衛隊の准尉、すなわち准陸尉、准海尉および准空尉は、1970年5月に新設。
4. 1 2 3 4 5 6  自衛官の階級の英語表記は、日本政府が対外的に紹介する際に便宜的に用いているものの一例。
5. 1 2 3  自衛隊の曹長、すなわち陸曹長、海曹長および空曹長は、1980年11月に新設。なお、これらは下士官（曹）の階級である。（参考：防衛白書平成16年度版（自衛隊の階級））
6. 1 2 3  中国人民解放軍では2009年に階級を大きく変更している。以下に当時までの階級名を列挙する。
  - 六级士官（六級士官）
  - 五级士官（五級士官）
7. 1 2  英国海軍では2004年4月1日に Warrant Officer (WO) を Warrant Officer Class 1 (WO1) に改称し、Warrant Officer Class 2 (WO2) を導入。
かつては、通常は OR-7 であるが、他の Chief Petty Officer (CPO) よりも上の、Charge Chief Petty Officer (CCPO) の階級があり、Charge Chief Artificer（高度な資格がある技術職の CCPO）に NATO OR-8 の地位が与えられることもあったが、それでもなお英国陸軍や英国海兵隊の WO2 よりも下のままであった。
WO2 導入時に、CCPO は全員 WO2 に昇任。
8. ↑  英国陸軍の Warrant Officer Class 1 (WO1) で最上級の職は、上から順に、
  - 輜重科の Conductor (Cdr)
  - Academy Sergeant Major (AcSM)
  - ロンドン軍区の Garrison Sergeant Major (GSM)
9. ↑  英国陸軍の Warrant Officer Class 1 (WO1) のうち下記の職を含む。これらの職はこの表で同等のアメリカ軍の階級と職務が似ているが、他の WO1 と同じ階級である。
  - Regimental Sergeant Major (RSM)
  - Garrison Sergeant Major (GSM)
  - 近衛騎兵隊の Regimental Corporal Major (RCM)
10. ↑  英国陸軍の Warrant Officer Class 2 (WO2) のうち下記の職を含む。これらの職はこの表で同等のアメリカ軍の階級と職務が似ているが、他の WO2 と同じ階級である。
  - Company Sergeant Major (CSM)
  - Squadron Sergeant Major (SSM)
  - 英国砲兵隊の Battery Sergeant Major (BSM)
  - 近衛騎兵隊の Squadron Corporal Major (SCM)
  - Band Sergeant Major
11. ↑  英国空軍では1939年に Warrant Officer Class I を Warrant Officer (WO) に改称。また、Warrant Officer Class II 廃止。
1930年代までの別名 Sergeant Major 1st Class 及び Sergeant Major 2nd Class。
12. 1 2  韓国軍は1962年に下士官の階級を変更している。旧名を以下に降順で列挙する。
  - 특무상사（特務上士）
  - 일등상사（一等上士）
  - 이등상사（二等上士）
  - 일등중사（一等中士）
  - 이등중사（二等中士）
  - 하사（下士）
13. 1 2  ロシア軍の Старший прапорщик 及び Старший мичман は、ソビエト連邦時代の1981年に新設。
14. 1 2 3  中華民国軍の一等士官長、二等士官長及び三等士官長は、台湾へ移転後に新設。
15. ↑  アメリカ陸軍の Sergeant Major of the Army は、1966年に新設。陸軍最先任上級曹長。
16. ↑  アメリカ陸軍の Command Sergeant Major は、1966年に新設。
17. ↑  アメリカ陸軍の Sergeant Major は、1958年新設。
18. ↑  アメリカ海兵隊の Sergeant Major of the Marine Corps は、1957年新設。海兵隊最先任上級曹長。
19. ↑  アメリカ海兵隊の Master Gunnery Sergeant は、1958年新設。
20. ↑  アメリカ海軍の Master Chief Petty Officer of the Navy は、1967年に新設。海軍先任伍長。
21. ↑  アメリカ空軍の Chief Master Sergeant of the Air Force は、1967年に新設。空軍先任曹長。
22. ↑  アメリカ空軍の Command Chief Master Sergeant は、1998年に新設。
23. 1 2  アメリカ空軍の Chief Master Sergeant 及び Senior Master Sergeant は、1958年に新設。先任曹長・上級曹長。

### 下士官
| NATO 階級符号                 | OR-7                                                        | OR-7                                                        | OR-6                                     | OR-6                                     | OR-5                                            | OR-5                                            |          |          |
| 日本陸軍                      | 曹長                                                        | 曹長                                                        | 軍曹                                     | 軍曹                                     | 伍長                                            | 伍長                                            |          |          |
| 日本海軍                      | 上等兵曹                                                    | 上等兵曹                                                    | 一等兵曹                                 | 一等兵曹                                 | 二等兵曹                                        | 二等兵曹                                        |          |          |
| 陸上自衛隊                    | 1等陸曹 (Master Sergeant)                                   | 1等陸曹 (Master Sergeant)                                   | 2等陸曹 (Sergeant 1st Class)             | 2等陸曹 (Sergeant 1st Class)             | 3等陸曹 (Sergeant)                              | 3等陸曹 (Sergeant)                              |          |          |
| 海上自衛隊                    | 1等海曹 (Petty Officer 1st Class)                           | 1等海曹 (Petty Officer 1st Class)                           | 2等海曹 (Petty Officer 2nd Class)        | 2等海曹 (Petty Officer 2nd Class)        | 3等海曹 (Petty Officer 3rd Class)               | 3等海曹 (Petty Officer 3rd Class)               |          |          |
| 航空自衛隊                    | 1等空曹 (Master Sergeant)                                   | 1等空曹 (Master Sergeant)                                   | 2等空曹 (Technical Sergeant)             | 2等空曹 (Technical Sergeant)             | 3等空曹 (Staff Sergeant)                        | 3等空曹 (Staff Sergeant)                        |          |          |
| 中国人民解放軍                | 四级军士长（四級軍士長）                                    | 四级军士长（四級軍士長）                                    | 上士（上士）                             | 上士（上士）                             | 中士（中士）                                    | 中士（中士）                                    |          |          |
| 帝政ドイツ陸軍                | Etatmäßiger Feldwebel                                       | Etatmäßiger Feldwebel                                       | Etatmäßiger Feldwebel                    | Vizefeldwebel                            | Sergeant                                        | Unteroffizier                                   |          |          |
| ドイツ国防軍陸軍              | Hauptfeldwebel                                              | Hauptfeldwebel                                              | Oberfeldwebel                            | Feldwebel                                | Unterfeldwebel                                  | Unteroffizier                                   |          |          |
| ドイツ国防軍空軍              | Hauptfeldwebel                                              | Hauptfeldwebel                                              | Oberfeldwebel                            | Feldwebel                                | Unterfeldwebel                                  | Unteroffizier                                   |          |          |
| ドイツ国防軍海軍              | Stabsfeldwebel zur See                                      | Stabsfeldwebel zur See                                      | Oberfeldwebel zur See                    | Feldwebel zur See                        | Obermaat                                        | Maat                                            |          |          |
| ナチス親衛隊 (政党の下部組織) | Hauptscharführer（高級小隊指揮官）                          | Hauptscharführer（高級小隊指揮官）                          | Hauptscharführer（高級小隊指揮官）       | Oberscharführer（上級小隊指揮官）        | Sharführer（小隊指揮官）                        | Unterscharführer（下級小隊指揮官）              |          |          |
| ドイツ連邦軍陸軍              | Hauptfeldwebel                                              | Hauptfeldwebel                                              | Oberfeldwebel                            | Feldwebel                                | Stabsunteroffizier                              | Unteroffizier                                   |          |          |
| ドイツ連邦軍空軍              | Hauptfeldwebel                                              | Hauptfeldwebel                                              | Oberfeldwebel                            | Feldwebel                                | Stabsunteroffizier                              | Unteroffizier                                   |          |          |
| ドイツ連邦軍海軍              | Hauptbootsmann                                              | Hauptbootsmann                                              | Oberbootsmann                            | Bootsmann                                | Obermaat                                        | Maat                                            |          |          |
| フランス陸軍                  | Sergent-chef / Maréchal-des-logis-chef                      | Sergent-chef / Maréchal-des-logis-chef                      | Sergent-chef / Maréchal-des-logis-chef   | Sergent-chef / Maréchal-des-logis-chef   | Sergent / Maréchal-des-logis                    | Sergent / Maréchal-des-logis                    |          |          |
| フランス海軍                  | Maître                                                      | Maître                                                      | Maître                                   | Maître                                   | Second-maître                                   | Second-maître                                   |          |          |
| フランス空軍                  | Sergent-chef                                                | Sergent-chef                                                | Sergent-chef                             | Sergent-chef                             | Sergent                                         | Sergent                                         |          |          |
| 英国海軍                      | Chief Petty Officer (CPO)                                   | Chief Petty Officer (CPO)                                   | Petty Officer (PO)                       | Petty Officer (PO)                       |                                                 |                                                 |          |          |
| 英国海兵隊                    | Colour Sergeant (CSgt)                                      | Colour Sergeant (CSgt)                                      | Sergeant (Sgt)                           | Sergeant (Sgt)                           |                                                 |                                                 |          |          |
| 英国陸軍                      | Staff Sergeant (SSgt) / Staff Corporal (SCpl)               | Staff Sergeant (SSgt) / Staff Corporal (SCpl)               | Sergeant (Sgt) / Corporal of Horse (CoH) | Sergeant (Sgt) / Corporal of Horse (CoH) |                                                 |                                                 |          |          |
| 英国空軍                      | Flight Sergeant (FS)                                        | Chief Technician (CT)                                       | Sergeant (Sgt)                           | Sergeant (Sgt)                           |                                                 |                                                 |          |          |
| イタリア陸軍                  | Sergente Maggiore Capo                                      | Sergente Maggiore Capo                                      | Sergente Maggiore                        | Sergente Maggiore                        | Sergente                                        | Sergente                                        | Sergente | Sergente |
| イタリア空軍                  | Sergente Maggiore Capo                                      | Sergente Maggiore Capo                                      | Sergente Maggiore                        | Sergente Maggiore                        | Sergente                                        | Sergente                                        | Sergente | Sergente |
| イタリア海軍                  | Secondo Capo Scelto                                         | Secondo Capo Scelto                                         | Secondo Capo                             | Secondo Capo                             | Sergente                                        | Sergente                                        | Sergente | Sergente |
| 朝鮮人民軍                    | 중사（中士）                                                | 중사（中士）                                                | 하사（下士）                             | 하사（下士）                             | 상급병사（上級兵士）                            | 상급병사（上級兵士）                            |          |          |
| 韓国軍                        | 중사（中士）                                                | 중사（中士）                                                | 하사（下士）                             | 하사（下士）                             | 병장（兵長）                                    | 병장（兵長）                                    |          |          |
| ロシア陸軍                    | Старшина (Starshina)                                        | Старшина (Starshina)                                        | Старший сержант (Starshij serzhant)      | Старший сержант (Starshij serzhant)      | Сержант (Serzhant)                              | Сержант (Serzhant)                              |          |          |
| ロシア海軍                    | Главный корабельный старшина (Glavnyj korabelnyj starshina) | Главный корабельный старшина (Glavnyj korabelnyj starshina) | Главный старшина (Glavnyj starshina)     | Главный старшина (Glavnyj starshina)     | Старшина первой статьи (Starshina pervoj stati) | Старшина первой статьи (Starshina pervoj stati) |          |          |
| 中華民国軍                    | 上士                                                        | 上士                                                        | 中士                                     | 中士                                     | 下士                                            | 下士                                            |          |          |
| アメリカ陸軍                  | Sergeant First Class (SFC) / Platoon Sergeant               | Sergeant First Class (SFC) / Platoon Sergeant               | Staff Sergeant (SSG)                     | Staff Sergeant (SSG)                     | Sergeant (SGT)                                  | Sergeant (SGT)                                  |          |          |
| アメリカ海兵隊                | Gunnery Sergeant (GySgt)                                    | Gunnery Sergeant (GySgt)                                    | Staff Sergeant (SSgt)                    | Staff Sergeant (SSgt)                    | Sergeant (Sgt)                                  | Sergeant (Sgt)                                  |          |          |
| アメリカ海軍                  | Chief Petty Officer (CPO)                                   | Chief Petty Officer (CPO)                                   | Petty Officer First Class (PO1)          | Petty Officer First Class (PO1)          | Petty Officer Second Class (PO2)                | Petty Officer Second Class (PO2)                |          |          |
| アメリカ空軍                  | Master Sergeant (MSgt)                                      | Master Sergeant (MSgt)                                      | Technical Sergeant (TSgt)                | Technical Sergeant (TSgt)                | Staff Sergeant (SSgt)                           | Staff Sergeant (SSgt)                           |          |          |
| ブラジル陸軍                  | Primeiro Sargento                                           | Primeiro Sargento                                           | Segundo Sargento                         | Segundo Sargento                         | Terceiro Sargento                               | Terceiro Sargento                               |          |          |
| ブラジル空軍                  | Primeiro Sargento                                           | Primeiro Sargento                                           | Segundo Sargento                         | Segundo Sargento                         | Terceiro Sargento                               | Terceiro Sargento                               |          |          |
| ブラジル海軍                  | Primeiro Sargento                                           | Primeiro Sargento                                           | Segundo Sargento                         | Segundo Sargento                         | Terceiro Sargento                               | Terceiro Sargento                               |          |          |

上に記した表の注釈
1. ↑  日本陸軍の軍曹は、1886年から1905年まで一等軍曹。
2. ↑  日本陸軍の伍長は、1886年から1905年まで二等軍曹。また、1886年以前のフランス式軍制ではこの階級も軍曹で、伍長はさらに下の階級。
3. 1 2 3  日本海軍では、1942年11月1日に階級を変更。旧呼称は右側に表記。
  - 上等兵曹：一等兵曹
  - 一等兵曹：二等兵曹
  - 二等兵曹：三等兵曹
4. 1 2 3 4 5 6 7 8 9  自衛官の階級の英語表記は、日本政府が対外的に紹介する際に便宜的に用いているものの一例。
5. 1 2 3  中国人民解放軍では2009年に階級を大きく変更している。以下に当時までの階級名を列挙する。
  - 四级士官（四級士官）
  - 三级士官（三級士官）
  - 二级士官（二級士官）
6. 1 2 3  ドイツ陸軍・空軍のUnteroffizierは特定の階級を示すほか、下士官を示す総称でもある。文献等で同語を翻訳する際には、どちらの意味であるかを判断する必要がある。
7. 1 2  フランス陸軍の憲兵科、機甲科、騎兵科、砲兵科および輜重科では、他の兵科とは階級が異なる。その呼称を右側に表記。
  - Sergent-chef：Maréchal-des-logis-chef
  - Sergent：Maréchal-des-logis
8. ↑  英国海軍では、かつては、通常は OR-7 であるが、他の Chief Petty Officer (CPO) よりも上の、Charge Chief Petty Officer (CCPO) の階級があり、Charge Chief Artificer（高度な資格がある技術職の CCPO）に NATO OR-8 の地位が与えられることもあったが、それでもなお英国陸軍や英国海兵隊の Warrant Officer Class 2 (WO2) よりも下のままであった。
2004年4月1日に WO2 を導入した時に、CCPO は全員 WO2 に昇任。
9. ↑  英国陸軍の Staff Sergeants は、Company Quartermaster Sergeant のような他の職名も持つことができる。なお、歩兵連隊においては、職名ではないが Colour Sergeant (CSgt) の肩書きが使用される。
10. 1 2  英国陸軍の Staff Corporal、及び Corporal of Horse は近衛騎兵。
11. ↑  英国空軍の Chief Technician は、技術的な兵科と軍楽隊のみ。
12. 1 2 3  朝鮮人民軍では1998年に階級を変更している。旧呼称は右側に表記。
  - 중사（中士）：新設
  - 하사（下士）：상사（上士）
  - 상급병사（上級兵士）：중사（中士）
13. 1 2 3  韓国軍では1962年に下士官の階級を変更している。旧名を以下に降順で列挙する。
  - 특무상사（特務上士）
  - 일등상사（一等上士）
  - 이등상사（二等上士）
  - 일등중사（一等中士）
  - 이등중사（二等中士）
  - 하사（下士）
하사（下士）は下士官（韓国では副士官）で最も下の階級で、병장（兵長）は兵の階級である。兵分隊長制度導入によって병장（兵長）は하사（下士）が補職されていた分隊長、日直下士（当直下士）などの職責も遂行する。
韓国軍陸軍基準では상등병（上等兵）服務7ヶ月で병장（兵長）に昇任し、通常戦闘能力は하사（下士）と同等と見なされる。
14. 1 2  ロシア軍の Старшина 及び Главный корабельный старшина は、ソビエト連邦時代の1972年に新設。
15. ↑  アメリカ陸軍の Staff Sergeant は、1958年に再導入。

### 兵
兵長・上等兵・一等兵・二等兵
|                                 | 兵長 | 兵長 | 上等兵                                                  | 上等兵                                          | 一等兵                                                | 一等兵                                                | 一等兵                                 | 二等兵                               | 二等兵                               |
| ------------------------------- | --- | --- | ------------------------------------------------------- | ----------------------------------------------- | ----------------------------------------------------- | ----------------------------------------------------- | -------------------------------------- | ------------------------------------ | ------------------------------------ |
| NATO 階級符号                   | OR-4 | OR-4 | OR-3                                                    | OR-3                                            | OR-2                                                  | OR-2                                                  | OR-2                                   | OR-1                                 | OR-1                                 |
| 日本陸軍                        | 兵長 | 兵長 | 上等兵                                                  | 上等兵                                          | 一等兵                                                | 一等兵                                                | 一等兵                                 | 二等兵（初年兵教育）                 | 二等兵（初年兵教育）                 |
| 日本海軍                        | 水兵長 | 水兵長 | 上等水兵                                                | 上等水兵                                        | 一等水兵                                              | 一等水兵                                              | 一等水兵                               | 二等水兵（海兵団での新兵教育）       | 二等水兵（海兵団での新兵教育）       |
| 陸上自衛隊                      | | | 陸士長 (Leading Private)                                | 陸士長 (Leading Private)                        | 1等陸士 (Private 1st Class)                           | 1等陸士 (Private 1st Class)                           | 1等陸士 (Private 1st Class)            | 2等陸士 (Private)                    | 自衛官候補生（新隊員前期課程）       |
| 海上自衛隊                      | | | 海士長 (Leading Seaman)                                 | 海士長 (Leading Seaman)                         | 1等海士 (Seaman)                                      | 1等海士 (Seaman)                                      | 1等海士 (Seaman)                       | 2等海士 (Seaman Apprentice)          | 自衛官候補生（練習員課程）           |
| 航空自衛隊                      | | | 空士長 (Airman 1st Class)                               | 空士長 (Airman 1st Class)                       | 1等空士 (Airman )                                     | 1等空士 (Airman )                                     | 1等空士 (Airman )                      | 2等空士 (Airman Basic)               | 自衛官候補生（新隊員教育課程）       |
| 中国人民解放軍陸軍              | 下士 | 下士 | 上等兵                                                  | 上等兵                                          | 列兵                                                  | 列兵                                                  | 列兵                                   |                                      |                                      |
| 中国人民解放軍空軍              | 下士 | 下士 | 上等兵                                                  | 上等兵                                          | 列兵                                                  | 列兵                                                  | 列兵                                   |                                      |                                      |
| 中国人民解放軍海軍              | 下士 | 下士 | 上等兵                                                  | 上等兵                                          | 水兵                                                  | 水兵                                                  | 水兵                                   |                                      |                                      |
| 帝政ドイツ陸軍                  | | | Obergefreiter                                           | Gefreiter                                       | Oberschütze                                           | Oberschütze                                           | Oberschütze                            | Schütze                              | Schütze                              |
| 帝政ドイツ海軍                  | Obermatrose | Obermatrose | Obermatrose                                             | Gefreiter                                       | Matrose                                               | Matrose                                               |                                        |                                      |                                      |
| ドイツ国防軍陸軍                | Stabsgefreiter | Obergefreiter | Obergefreiter                                           | Gefreiter                                       | Oberschütze                                           | Oberschütze                                           | Oberschütze                            | Schütze                              | Schütze                              |
| ドイツ国防軍海軍                | Oberstabsgefreiter                                                                                                   | Stabsgefreiter | Hauptgefreiter                                          | Obergefreiter                                   | Gefreiter                                             | Gefreiter                                             | Gefreiter                              | Matrose                              | Matrose                              |
| ドイツ国防軍空軍                | Stabsgefreiter | Stabsgefreiter | Hauptgefreiter                                          | Obergefreiter                                   | Gefreiter                                             | Gefreiter                                             | Gefreiter                              | Flieger                              | Flieger                              |
| ナチス親衛隊 （政党の下部組織） | | | Rottenführer（分隊指揮官）                              | Sturmmann（突撃兵）                             | Oberschütze（上級狙撃兵）                             | Oberschütze（上級狙撃兵）                             | Oberschütze（上級狙撃兵）              | Schütze（兵）                        | Schütze（兵）                        |
| ドイツ連邦軍陸軍                | Oberstabsgefreiter                                                                                                   | Stabsgefreiter | Hauptgefreiter                                          | Obergefreiter                                   | Gefreiter                                             | Gefreiter                                             | Gefreiter                              | Soldat                               | Soldat                               |
| ドイツ連邦軍海軍                | Oberstabsgefreiter                                                                                                   | Stabsgefreiter | Hauptgefreiter                                          | Obergefreiter                                   | Gefreiter                                             | Gefreiter                                             | Gefreiter                              | Soldat                               | Soldat                               |
| ドイツ連邦軍空軍                | Oberstabsgefreiter                                                                                                   | Stabsgefreiter | Hauptgefreiter                                          | Obergefreiter                                   | Gefreiter                                             | Gefreiter                                             | Gefreiter                              | Soldat                               | Soldat                               |
| フランス陸軍                    | Caporal-chef de première classe                                                                                      | Caporal-chef / Brigadier-chef                                                                                        | Caporal / Brigadier                                     | Caporal / Brigadier                             | Soldat de première classe                             | Soldat de première classe                             | Soldat de première classe              | Soldat de deuxième classe            | Soldat de deuxième classe            |
| フランス海軍                    | Quartier-maître de première classe                                                                                   | Quartier-maître de première classe                                                                                   | Quartier-maître de deuxième classe                      | Quartier-maître de deuxième classe              | Matelot breveté                                       | Matelot breveté                                       | Matelot breveté                        | Matelot                              | Matelot                              |
| フランス空軍                    | Caporal-chef | Caporal-chef | Caporal                                                 | Caporal                                         | Aviateur de première classe                           | Aviateur de première classe                           | Aviateur de première classe            | Aviateur                             | Aviateur                             |
| 英国海軍                        | Leading Rate | Leading Rate |                                                         |                                                 | Able Rating                                           | Able Rating                                           | Able Rating                            |                                      |                                      |
| 英国海兵隊                      | Corporal (Cpl) | Corporal (Cpl) | Marine (Mne) / Musician (Mus) / Bugler                  | Marine (Mne) / Musician (Mus) / Bugler          | Marine (Mne) / Musician (Mus) / Bugler                |                                                       |                                        |                                      |                                      |
| 英国陸軍                        | Corporal (Cpl) / Bombardier (Bdr) / Lance-Sergeant (LSgt) / Lance Corporal of Horse (LCoH)                           | Corporal (Cpl) / Bombardier (Bdr) / Lance-Sergeant (LSgt) / Lance Corporal of Horse (LCoH)                           | Lance Corporal (LCpl) / Lance Bombardier (LBdr)         | Lance Corporal (LCpl) / Lance Bombardier (LBdr) | Private (Pte) (Class 1からClass 3)など                | Private (Pte) (Class 1からClass 3)など                | Private (Pte) (Class 1からClass 3)など | Private (Pte) (Class 4)など / Junior | Private (Pte) (Class 4)など / Junior |
| 英国空軍                        | Corporal (Cpl) | Corporal (Cpl) |                                                         |                                                 | Junior Technician (JT)                                | Leading Aircraftman (LAC)                             | Senior Aircraftman (SAC)               | Aircraftman (AC)                     | Aircraftman (AC)                     |
| イタリア陸軍                    | Caporale Maggiore Capo Scelto Caporale Marriore Capo Caporale Maggiore Scelto Primo Caporale Maggiore                | Caporale Maggiore Capo Scelto Caporale Marriore Capo Caporale Maggiore Scelto Primo Caporale Maggiore                | Caporale Maggiore                                       | Caporale Maggiore                               | Caporale                                              | Caporale                                              | Caporale                               | Soldato                              | Soldato                              |
| イタリア空軍                    | Primo Aviere Capo Scelto Primo Aviere Capo Primo Aviere Scelto Primo Aviere                                          | Primo Aviere Capo Scelto Primo Aviere Capo Primo Aviere Scelto Primo Aviere                                          | Aviere Capo                                             | Aviere Capo                                     | Aviere Scelto                                         | Aviere Scelto                                         | Aviere Scelto                          | Aviere                               | Aviere                               |
| イタリア海軍                    | Sotto Capo di Prima Classe Scelto Sotto Capo di Prima Classe Sotto Capo di Seconda Classe Sotto capo di Terza Classe | Sotto Capo di Prima Classe Scelto Sotto Capo di Prima Classe Sotto Capo di Seconda Classe Sotto capo di Terza Classe | Sotto Capo                                              | Sotto Capo                                      | Comune di Prima Classe                                | Comune di Prima Classe                                | Comune di Prima Classe                 | Comune di Seconda Classe             | Comune di Seconda Classe             |
| 朝鮮人民軍                      | 중급병사（中級兵士）                                                                                                 | 중급병사（中級兵士）                                                                                                 | 하급병사（下級兵士）                                    | 하급병사（下級兵士）                            | 전사（戦士）                                          | 전사（戦士）                                          | 전사（戦士）                           |                                      |                                      |
| 韓国軍                          | 상등병（上等兵） | 상등병（上等兵） | 일등병（一等兵）                                        | 일등병（一等兵）                                | 이등병（二等兵）                                      | 이등병（二等兵）                                      | 이등병（二等兵）                       | 훈련병（訓練兵）                     | 훈련병（訓練兵）                     |
| ロシア陸軍                      | Младший сержант (Mladshij serzhant)                                                                                  | Младший сержант (Mladshij serzhant)                                                                                  | Ефрейтор (Yefrejtor)                                    | Ефрейтор (Yefrejtor)                            | Рядовой (Ryadovoj)                                    | Рядовой (Ryadovoj)                                    | Рядовой (Ryadovoj)                     |                                      |                                      |
| ロシア海軍                      | Старшина второй статьи (Starshina vtoroj stati)                                                                      | Старшина второй статьи (Starshina vtoroj stati)                                                                      | Старший матрос (Starshij matros)                        | Старший матрос (Starshij matros)                | Матрос (Matros)                                       | Матрос (Matros)                                       | Матрос (Matros)                        |                                      |                                      |
| 中華民国軍                      | | | 上等兵                                                  | 上等兵                                          | 一等兵                                                | 一等兵                                                | 一等兵                                 | 二等兵                               | 二等兵                               |
| アメリカ陸軍                    | Corporal (CPL) | Specialist (SPC) | Private First Class (PFC)                               | Private First Class (PFC)                       | Private (PV2)                                         | Private (PV2)                                         | Private (PV2)                          | Private (PV1)                        | Private (PV1)                        |
| アメリカ海兵隊                  | Corporal (Cpl) | Corporal (Cpl) | Lance Corporal (LCpl)                                   | Lance Corporal (LCpl)                           | Private First Class (PFC)                             | Private First Class (PFC)                             | Private First Class (PFC)              | Private (Pvt)                        | Private (Pvt)                        |
| アメリカ海軍                    | Petty Officer Third Class (PO3)                                                                                      | Petty Officer Third Class (PO3)                                                                                      | Seaman (SN)                                             | Seaman (SN)                                     | Seaman Apprentice (SA)                                | Seaman Apprentice (SA)                                | Seaman Apprentice (SA)                 | Seaman Recruit (SR)                  | Seaman Recruit (SR)                  |
| アメリカ空軍                    | Senior Airman (SrA)                                                                                                  | Senior Airman (SrA)                                                                                                  | Airman First Class (A1C)                                | Airman First Class (A1C)                        | Airman (Amn)                                          | Airman (Amn)                                          | Airman (Amn)                           | Airman Basic (AB)                    | Airman Basic (AB)                    |
| ブラジル陸軍                    | | | Cabo &Taifeiro-Mor                                      | Cabo &Taifeiro-Mor                              | Soldado &Taifeiro de Primeira Classe                  | Soldado &Taifeiro de Primeira Classe                  | Soldado &Taifeiro de Primeira Classe   | Soldado &Taifeiro de Segunda Classe  | Soldado &Taifeiro de Segunda Classe  |
| ブラジル空軍                    | Soldado de Primeira Classe &Taifeiro de Primeira Classe                                                              | Soldado de Primeira Classe &Taifeiro de Primeira Classe                                                              | Soldado de Primeira Classe &Taifeiro de Primeira Classe | Cabo &Taifeiro-Mor                              | Soldado de Segunda Classe &Taifeiro de Segunda Classe | Soldado de Segunda Classe &Taifeiro de Segunda Classe |                                        |                                      |                                      |
| ブラジル海軍                    | Cabo | Cabo | Marinheiro                                              | Marinheiro                                      | Marinheiro                                            | Grumete                                               | Grumete                                |                                      |                                      |

上に記した表の注釈
1. ↑  日本陸軍の兵長は、1940年9月13日新設。なお、この階級の新設に伴い伍長勤務上等兵制度は廃止された。もっとも、両者は別物である。
2. ↑  日本陸軍の上等兵は、フランス式軍制を採用していた1886年までは伍長。
3. 1 2  日本陸軍では1932年に階級の変更があり、一等卒を一等兵に、二等卒を二等兵に改称。
4. 1 2 3 4  日本海軍の兵は科毎の呼称があり、兵科は水兵、他の科（1945年5月15日の時点で航空科、整備科、機関科、工作科、軍楽科、衛生科、主計科、技術科、法務科があった）は「○○科の兵→○○兵」のように呼ばれていた。なお、1942年11月1日に階級が変更された。旧呼称を右側に表記。
  - 水兵長：一等水兵
  - 上等水兵：二等水兵
  - 一等水兵：三等水兵
  - 二等水兵：四等水兵

五等水兵などは1920年4月1日に廃止。
5. 1 2 3 4 5 6 7 8 9  自衛官の階級の英語表記は、日本政府が対外的に紹介する際に便宜的に用いているものの一例。
6. ↑  自衛隊の3士（3等陸士、3等海士及び3等空士）は陸曹候補者、海曹候補者又は空曹候補者たる自衛官のうち専ら教育訓練のみを受けるもの（15歳以上17歳未満の男子で中学校などの卒業者を対象に募集している自衛隊生徒）の採用時の階級。平成22年10月1日付で廃止。
7. 1 2  平成21年6月3日に公布された防衛省設置法により、平成22年7月1日以降採用される任期制隊員の前期課程・練習員課程にある者は自衛官候補生と呼ばれ、自衛官の定数外となる（自衛官としての身分・階級を有しない。詳細は当該記事を参照のこと）。
8. ↑  中国人民解放軍では2009年に階級を大きく変更している。下士官の階級である下士は、一级士官（一級士官）であった。
9. 1 2 3 4  帝政ドイツ陸軍及びドイツ国防軍陸軍の Schütze (Oberschütze を含む) は、兵科によって呼称が異なることもある。
  - 砲兵：Kanonier
  - 騎兵：Reiter
  - 歩兵（擲弾兵）：Grenadier
10. ↑  ドイツ国防軍陸軍の Stabsgefreiter は1942年廃止。
11. ↑  ドイツ国防軍陸軍の Obergefreiter のうち勤続6年以上は、1936年導入。
12. ↑  ドイツ国防軍陸軍の Obergefreiter のうち勤続6年未満。
13. ↑  ドイツ国防軍空軍の Stabsgefreiter は1944年廃止。
14. 1 2  ドイツ連邦軍の Oberstabsgefreiter 及び Stabsgefreiter は、1962年導入。
15. ↑  ドイツ連邦軍の Soldat は、兵科によって次のような呼称がある。
  - 飛行兵：Flieger (Flg, S)
  - 通信兵：Funker (Fu, S)
  - 歩兵（擲弾兵）：Grenadier (Gren, S)
  - 猟兵、山岳兵（山岳猟兵）、空挺兵（降下猟兵）、憲兵：Jäger (Jg, S)
  - 砲兵：Kanonier (Kan, S)
  - 水兵：Matrose (Matr, S)
  - 工兵：Pionier (Pi, S)
  - 機甲通信兵：Panzerfunker (PzFu, S)
  - 機甲歩兵（装甲擲弾兵）：Panzergrenadier (PzGren, S)
  - 機甲猟兵：Panzerjäger (PzJg, S)
  - 機甲砲兵：Panzerkanonier (PzKan, S)
  - 機甲工兵：Panzerpionier (PzPi, S)
  - 機甲偵察兵：Panzerschütze (PzSchtz, S)
  - 衛生兵：Sanitätssoldat (SanSdt, S)
  - 憲兵、ABC防護兵：Schütze (Schtz, S)
16. ↑  フランス陸軍の Caporal-chef de première classe は、1999年新設。
17. 1 2  フランス陸軍の機甲科、騎兵科、砲兵科、輜重科では、他の兵科とは一部階級が異なる。その呼称を右側に表記。
  - Caporal-chef：Brigadier-chef
  - Caporal：Brigadier
18. 1 2  フランス陸軍の Soldat は、兵科によって次のような呼称がある。
  - 歩兵：fantassin
  - 砲兵：artilleur
  - 工兵：sapeur
パリの消防士 (sapeur-pompiers de Paris) を含む
  - 歩兵隊猟兵、山岳兵、騎兵隊猟兵：chasseur
  - 竜騎兵：dragon
  - 機甲兵：cuirassier
  - 騎兵：hussard
  - 輜重兵：conducteur
19. ↑  かつては英国海軍の Leading Rate は、英国海兵隊、英国陸軍及び英国空軍の Corporal よりも下だった。
20. ↑  英国海軍では、1999年4月1日 Able Rating に Ordinary Seaman を併合、Junior Rating 廃止。
21. 1 2 3  英国海兵隊、英国陸軍及び英国空軍の OR-4 及び OR-3 は、下級下士官の階級。
22. ↑  英国海兵隊では、1999年4月1日 Marine 1st class と Marine 2nd class を併合、Junior Marine 廃止。
23. 1 2  英国陸軍の Corporal 及び Lance Corporal は、英国砲兵隊では Bombardier 及び Lance Bombardier。
24. ↑  英国陸軍の Corporal は、近衛歩兵旅団では Lance-Sergeant。
25. ↑  英国陸軍の Corporal は、近衛騎兵隊では Lance Corporal of Horse。
26. 1 2  英国陸軍の Private (Pte) は、兵科及び所属部隊によって呼称が異なる。
  - 近衛騎兵隊、機甲科及び特殊空挺部隊(SAS)：Trooper (Tpr)
  - 砲兵科：Gunner (Gnr)
  - 工兵科：Sapper (Spr)
  - 信号科：Signaller (Sig)
  - 陸軍航空科：Air Trooper (ATpr)
  - 近衛歩兵連隊：Guardsman (Gdm)
  - フュージリア連隊：Fusilier (Fus)
  - 国王連隊：Kingsman
  - 英国グリーン・ジャケッツ及び英国グルカ・ライフル隊：Rifleman (Rfm)
  - ハイランダーズ：Highlander
  - 電気機械科：Craftsman (Cfn)
  - 陸軍軍楽科：Musician (Mus)、あるいは Drummer (Dmr), Trumpeter (Tptr), Bugler、または Piper (Ppr)
27. ↑  英国陸軍の Junior は、16歳からの年少新兵。
28. ↑  英国空軍の Junior Technician は、技術的な兵科と軍楽隊のみ。
29. 1 2  朝鮮人民軍では1998年ごろに階級を変更している。旧呼称は右側に表記。
  - 중급병사（中級兵士）：하사（下士）
  - 하급병사（下級兵士）：상등병（上等兵）
30. 1 2 3 4  韓国軍の상등병（上等兵）は1962年に하사（下士）に代わって新設された。また、一般的には以下のように略称される。
  - 상등병（上等兵）：상병（上兵）
  - 일등병（一等兵）：일병（一兵）
  - 이등병（二等兵）：이병（二兵）

韓国軍陸軍基準では兵で入隊した場合、入隊すると同時に이등병（二等兵）となり、正常服務の時は入隊から6ヶ月で일등병（一等兵）に昇任、服務6ヶ月で상등병（上等兵）に昇任する。
훈련병（訓練兵）は正式の階級ではなく、ただ基礎軍事訓練を受けている者を示す用語であり、大韓民国の軍人事法上では이등병（二等兵）である。
31. 1 2  ロシア陸軍の Младший сержант 及びロシア海軍の Старшина второй статьи は、下士官の階級。
32. 1 2 3 4 5 6  キリル文字のラテン文字転写には多数の方式、表記があり、ここにあげたものは一例である。
33. 1 2 3  アメリカ陸軍とアメリカ海兵隊の Corporal、及びアメリカ海軍の Petty Officer Third Class は、下士官の階級。
34. ↑  アメリカ陸軍の Specialist は、1985年 Specialist Four から改称。
35. ↑  アメリカ陸軍の Private (PV2) は、1955年まで Private 1st Class。
36. ↑  アメリカ海兵隊の Lance Corporal は、1958年導入。
37. ↑  アメリカ空軍では、下士官の階級である Sergeant は1967年再導入、1991年廃止。Senior Airman は、1975年に新設。1952年から1967年まで Airman 1st Class。
38. 1 2 3  アメリカ空軍の階級は以下のように変遷。
  - 1952年まで：Corporal、Private 1st Class、Private
  - 1952年から1967年まで：Airman 2nd Class、Airman 3rd Class、Airman Basic
  - 1967年から：Airman First Class、Airman、Airman Basic